# Giorgione da Castelfranco
Giorgione, alias Giorgio Barbarelli da Castelfranco (Castelfranco Veneto, 1477/1478 – Velence, 1510 októbere) olasz festő, a reneszánsz egyik vezető velencei mestere, aki életművét mindössze alig több mint tíz év alatt alkotta meg. Mestere Giovanni Bellini volt. Számos festményének olyan nehezen megfogható, rejtélyes, talányos jelentést és tartalmat tulajdonítanak, ami állandó elfoglaltságot ad az ikonográfiával foglalkozó kutatóknak. Életéről viszonylag keveset tudunk, Vasari nevezetes művéből (Le Vite) és közvetett információk alapján lehet következtetni élettörténetére. Alakja köré az idők folyamán ellenőrizhetetlen forrásokból származó legenda fonódott, ugyanakkor számos epigon, vagy inkább tudatos hamisító rontotta a hírnevét. Mindössze a 19. század vége felé, Giovanni Battista Cavalcaselle és Giovanni Morelli művészettörténészek kutatómunkája nyomán nyerte vissza hitelességét. Néhány művének eredetét a művészettörténet még ma is vizsgálja, Giorgione ugyanis – egyetlen kivételtől eltekintve – nem szignálta a képeit.
Giorgione megismerése vers írására ihlette Juhász Gyulát, aki párhuzamot vélt felfedezni kettőjük művészete között.

## Élete, munkássága

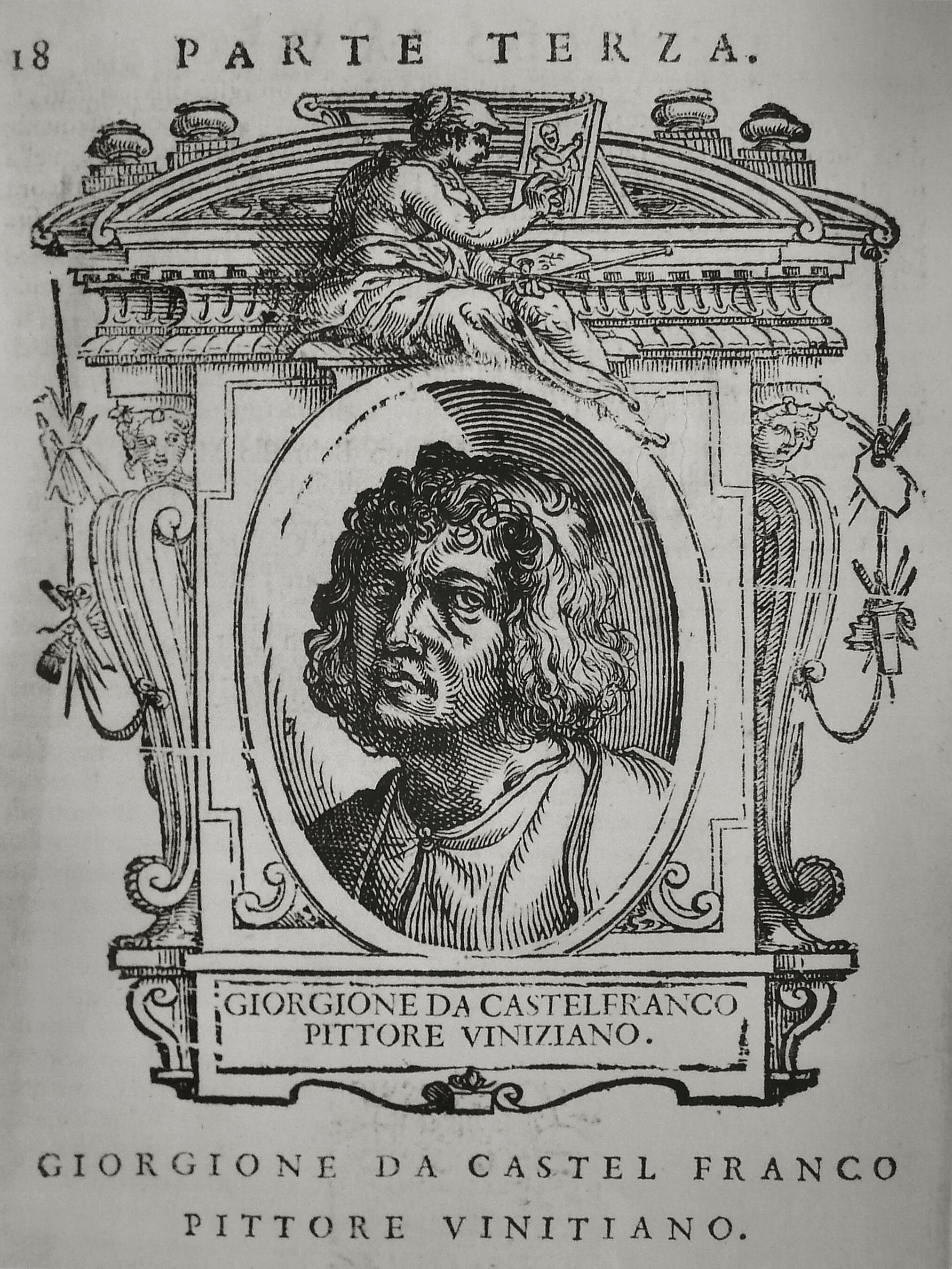
Giorgione ábrázolása Giorgio Vasari Le Vite című művében

Giorgione a Velencétől mintegy 40 kilométerre lévő Castelfrancóban született. Családjáról semmi biztosat nem lehet tudni, egyes források a nemes Barbarella vagy Barbarelli család leszármazottjának tekintik és Giorgio Barbarella da Castelfranco néven említik, más források az anyjáról tudni vélik, hogy a Castelfrancóval szomszédos Vedelago falu szép parasztlánya volt. Az újabb kutatások szerint a Barbarella származás téves, vagy legalábbis erősen vitatható feltevés. Keresztneve valójában Zorzon, vagy inkább Zorzi volt, amely a Giorgio név velencei nyelvjárás szerinti változata. Minden korabeli dokumentum a Zorzi da Castelfranco nevet említi. A Giorgione nevet (nagy Giorgio) akkor kapta, amikor festői hírneve ismertté és elismertté vált, de egyúttal utalt daliás termetére is.
Tizenkét éves kora körül került Velencébe, és festőinasnak állt. Általánosan elfogadott nézet szerint Giovanni Bellini műhelyébe került. Van azonban olyan vélemény is, ami szerint valószerűtlen, hogy egy falusi fiú azonnal egy Bellini-szintű művészhez került volna, eszerint először egy rövid időt Lazzaro Bastiani műhelyében töltött el, innen került át Bellinihez. Tehetsége mestere előtt hamar nyilvánvalóvá vált, és egyre fontosabb feladatokat bízott rá (akkoriban a neves festők műveik kisebb-nagyobb részletét – ruházat, háttér stb. – inasaikkal festtették meg).
Zorzi 1500 körül, huszonhárom éves korában önállósította magát. Ebben az időben járt Leonardo da Vinci Velencében, és nagy hatással volt az ifjú festőre. Első ismert művei (ezek talán még ezelőtt születtek), a Salamon ítélete és a Mózes tűzpróbája (mindkettő a firenzei Uffizi-képtárban látható) még kissé merev alakjaival az útkeresést mutatják. Megfestette Agostino Barberigo dózse és Consalvo Ferrante parancsnok portréját is. Következő fennmaradt képe A háromkirályok imádása, amely még mindig az ifjúkori alkotások jellegzetességeit mutatja (a londoni National Galleryben őrzik). Folyamatos önképzéssel művelődött, megismerte az antik történeteket. Ez alapján született A pásztorok megtalálják a gyermek Pariszt című képe, amely nem maradt fenn, csak egy rézmetszet (T. van Kessel készítette) és egy rossz állapotban lévő másolat alapján ismert. Vasari leírása szerint Andrea del Verrocchio Colleoni-szobra kapcsán kialakult egy kisebb vita, miszerint a festészet alacsonyabb rendű a szobrászatnál, mert a szobrokat több nézőpontból is meg lehet tekinteni. Giorgione erre válaszul készített egy olyan festményt, amely tükrök és más tükröző felületek segítségével több nézőpontból láttatja a témát. A festmény nem maradt fenn, de létezését Vasarin kívül más szerzők is valószínűsítik.

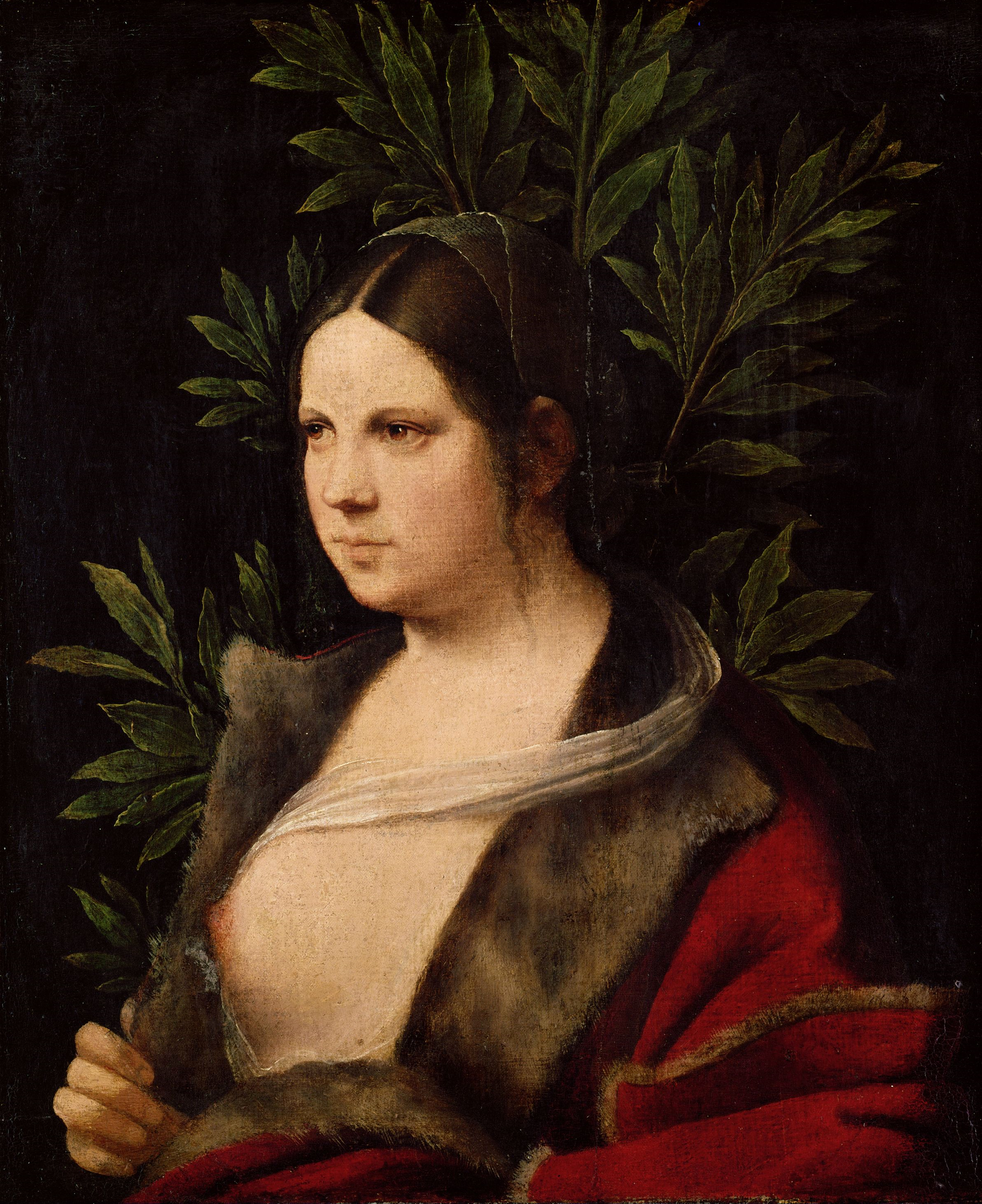
Laura

Judit című képe 1504–1505 körül született, a Holofernész levágott fejét lábával tipró nőt ábrázolja, karddal a jobbjában. Giorgione – mi tagadás – „szüntelenül kivette a részét a szerelem örömeiből”, és egy bizonyos Catenához fűződő kapcsolat nyomán születhetett a Laura 1506-ban (a kapcsolatot a kép hátulján található felirat bizonyítja). Giorgione képein kétféle nőtípussal lehet találkozni: a Laura és A vihar érzéki, valamint a Judit és az Alvó Vénusz átszellemült, szűzies nőalakjaival. Maga Giorgione magas termetű, jóképű, romantikus és szerelmes természetű, lobbanékony és érzelmes ember volt. Szépen énekelt, és énekét lanttal kísérte. Fiatal kora ellenére köztiszteletben állt a városban.
Híre gyorsan eljutott szülőhelyére, Castelfrancóba is, ahol megbízták egy oltárkép megfestésével. 1503–1504 körül készítette el Castelfrancói madonna című képét, amely Máriát ábrázolja Gyermekével, Szent Liberalisszal és Assisi Szent Ferenccel. A festmény eredetileg a Szent György- vagy Costanzo-kápolnába készült, és Giorgione a templomot freskókkal is díszítette. Az épületet a 18. században lebontották, így a freskók megsemmisültek. Ez előtt is dolgozott már szülővárosában, egy mesterségeket dicsérő frízt festett. 1507–1508-ben a frissen renovált velencei Fondaco dei Tedeschi külső freskói készítésében vett részt. Ezek java része megsemmisült, vagy igen rossz állapotban maradt fenn. Freskókat egyébként más paloták számára is festett (Casa Soranzo, Casa Grimani alli Servi).
Az évtized közepétől Giorgione több olyan festményt alkotott, amelyeknek gyakorlatilag nincs történetük, alakjaik esetleg nincsenek is kapcsolatban egymással, nélkülözik a cselekményt, csupán romantikus, melankolikus hangulatot árasztanak. Témaválasztásában nyilvánvaló szerepet játszott a neoplatonikus filozófia és a bukolikus költészet elterjedése. Már a kortársak is rejtélyről, talányról beszéltek a képek kapcsán, és igyekeztek mögöttes jelentésüket megfejteni. Ebbe a sorozatba tartozik például A vihar és A három filozófus. Ugyanakkor Giorgione volt, aki először bevonta a festészet témakörébe az éjszakát. Több ilyen képet is festett, például az Alkonyt, vagy az elveszett Éjszakát. Ebben az időszakban alakult ki jellegzetes, finom tónusfokozatokat alkalmazó festői stílusa.

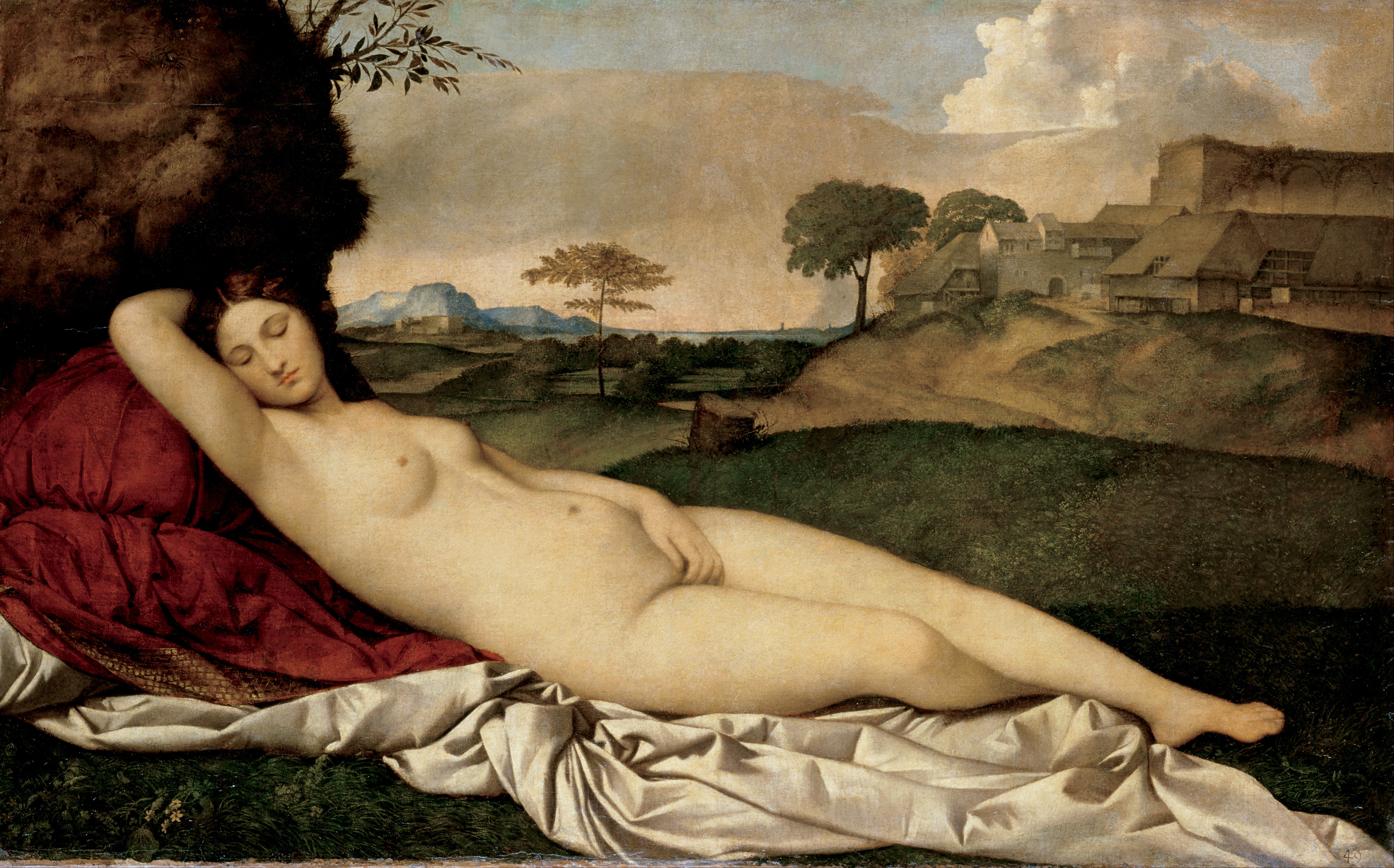
Alvó Vénusz

Általános vélemény szerint Giorgione legszebb alkotása az Alvó Vénusz, amely egyben utolsó műve volt. Ez az az alkotás, amely példaképe lett a velencei iskola valamennyi fekvő Vénuszának, de – Carel Scharten és Margo Scharten-Antink talán elragadtatott véleménye szerint – sem Tiziano, sem Palma Vecchio, sem mások műve sem vetekedhet Giorgione alkotásával. A képet Marcantonio Michiel, a gyűjtő-író (az ő értékes feljegyzései alapján sikerült azonosítani több Giorgione festményt) megtekintette 1525-ben akkori tulajdonosánál, és így írta le: „A tájkép az alvó meztelen Vénusszal és kupidóval Z. d. C. (értsd: Zorzi da Castelfranco) keze munkája, de a tájat és a kupidót Tiziano fejezte be.” A kezében madarat tartó kupidót később lefestették.
Gyakori téma az utókor számára Giorgione és Tiziano kapcsolata. Tiziano Giorgione több képén dolgozott, némelyiket – Giorgione halála után – ő fejezte be. Vasari szerint Tiziano Giorgione tanítványa volt, ugyanakkor más források arra utalnak, hogy egy évvel idősebb volt, mint Giorgione, és mindketten Bellini tanítványai voltak. Scharten-Antinkék több forrás és bizonyíték alapján Tizianót kilenc évvel fiatalabbnak tartják, ami szintén a tanítványi viszonyt támasztja alá.
Giorgione fiatalon hunyt el. Halálával, miként életével kapcsolatban is, romantikus mendemondák terjedtek el, de minden forrás szerint az 1510 októberében kitört pestisjárványban vesztette életét. Castelfrancóban temették el.

## Jelentősége
Giorgione talányos festő. Talányossága legfőképpen abban rejlik, hogy rendkívül keveset tudunk róla. Nem ismerjük származását, nem vagyunk biztosak a nevében, alig néhány művéről tudjuk teljes bizonyossággal, hogy tényleg az övé, még halálának körülményei is bizonytalanok. Életéről csak egyetlen írásos forrásunk van, Vasari nevezetes összeállítása. De maga Vasari sem ismerte a festőt, amikor Velencében járt, Giorgione már rég halott volt, akik pedig ismerték, nagyon öregek lehettek. Információit tehát nem tekinthetjük nyugodt lelkiismerettel száz százalékosan biztos forrásnak. Az említett bizonytalansághoz járulnak még a festményeiben rejlő titokzatosságok. Nyilvánvaló, hogy a festő életének bizonytalanságai és a festmények jelentéstartalma hatott és hat a másikra, és viszont.
A reneszánsz festészet – legalábbis Giorgione előtti szakaszában – szükségszerűen a római katolikus egyházhoz, a vallási témákhoz kapcsolódott. Giorgione volt az, aki először ábrázolt nem vallásos témákat a képein, legalábbis nála a legkisebb az egyházi témájú alkotások aránya, így őt mondják „az itáliai művészet első világi festőjé”-nek. De még vallásos témájú képein is világiak a szereplők. Ezért láthatunk a Castelfrancói Madonna Máriájában egy parasztlányt, és hasonló a helyzet a mellékalakokkal is. A háromkirályok imádása című képen hús-vér emberek jelennek meg, némelyik alak mintha a korabeli Velence utcáiról lépett volna a festménybe. Tájai nem csak kiegészítői a kép előterének, Giorgione a tájat a tájért festette, látható élvezettel. Műveivel útjára indította az önálló táj- és alakfestészetet. Festésmódja is különleges: finom, aprólékos ecsettechnikával festett, a testfestésnél olyan módszert dolgozott ki (vagy lesett el Leonardótól?), amivel a kontúrok szinte eltűnnek, az árnyékok lágy átmenettel rajzolják ki az alak, az arc térbeliségét (sfumato-technika). A festőiségnek ezt a megnyilvánulását már a kortársak is elismerték, sőt csodálták. „Olyan lágy ecsetkezelést fedezett fel a színezésben, amilyen előtte nem létezett; el kell ismerni, hogy ecsetvonásai nyomán hús és vér született, de olyan pasztózusan és könnyedén, hogy már nem is festői alkotásnak, hanem valóságnak nevezhetjük.” (M. Boschini, 1674). Színes festő volt abban az értelemben, hogy festményein a szín főszereplővé vált, sokkal inkább, mint addig, erőteljesebben másoknál. „A giorgionizmus modernségének a lényege, hogy a szín lett a festészet főszereplője, uralma alá hajtotta az elbeszélést, a kompozíciót.”

## Művei
Az alábbi pontok Giorgione alkotásairól adnak áttekintést. Azok a művek kerülnek sorra, amelyeket a művészettörténeti tudomány jelentős többséggel Giorgione saját munkájának tekint, függetlenül attól, hogy teljes egészében az ő alkotása, vagy más művészek is közreműködtek, közreműködhettek a mű befejezésében, létrehozásában. A művek felsorolása idősorrend szerinti, de – minthogy Giorgione egész élete és életműve meglehetősen sok bizonytalanságot hordoz – a pontos időrend bemutatása gyakorlatilag lehetetlen (a szignálás hiánya miatt, és azért is, mert az életmű nagyjából mindössze tíz év alatt született). Éppen ezért ebben műtörténészek között sincs teljes egyetértés.
Az ismertetőben általában nem szerepelnek olyan ismertebb alkotások, amiket néhány – elsősorban régebbi – kiadvány Giorgione műveként közöl. Ezek közé tartozik például a madridi Pradóban őrzött Madonna a gyermekkel és két szenttel (Szent Rókussal és Szent Antallal). A mai tudomány szerint nem Giorgione alkotása a Louvre Koncert a szabadban című festménye, inkább gondolják Tiziano alkotásának. A három életkort is a tőle erősen elvitatott művek közé sorolják. A római Galleria Borghese tulajdonában van egy, általában A szenvedélyes énekes címmel jelölt kép, amit elsősorban a festési módja miatt nem tekintenek Giorgione képének. Kivételként – kis részrehajlással – a budapesti Szépművészeti Múzeum híres portréja is szerepel a sorban, amit – noha rendszeresen folyik az álláspontok ütköztetése – ma már egyre kevésbé tartanak a mester alkotásának.

### Mózes tűzpróbája

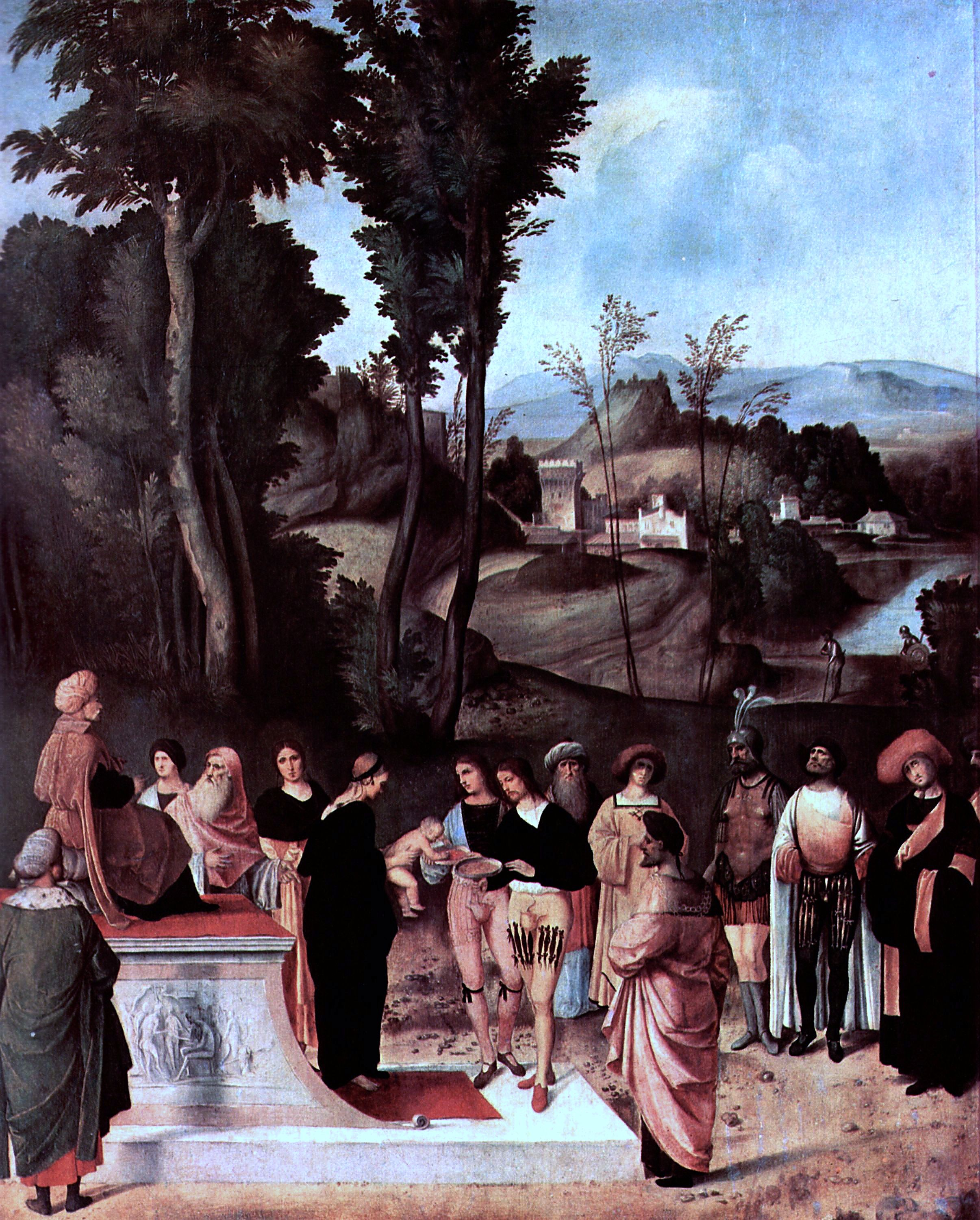
Mózes tűzpróbája

A kép a gyermek Mózes történetét meséli el, aki véletlenül leverte a fáraó koronáját. A tűzpróbával azt akarták kideríteni, hogy milyen szándék vezette a gyermeket. A történet szerint Mózes a két tál közül az izzó szenet választja, kivesz egyet, és a szájába kapja. Megégeti a nyelvét, és emiatt beszédhibás lesz egész életében. A festmény bal oldalán, egy emelvényen ül a fáraó, előtte a gyermek éppen elveszi az izzó szenet. A jelenetet egy csoport figyeli az emelvény körül. A háttér részletesen kidolgozott festői táj, ami néhány magas fa mellett válik láthatóvá. A hangulatos hátterek, a szép és részletes tájak Giorgione több más képére is jellemzők, amik igazából csak az életnagyságú képeken mutatkoznak meg.
A festmény valószínűleg egyike Giorgione első önálló alkotásainak, a Scharten-Antink páros ennek megfelelően 1498–1500 körüli időre datálja. A festményt 1692-ben a toszkán nagyhercegnő tulajdonában említették, majd – több más Giorgione-festménnyel együtt – megkezdte „kálváriáját”: elfeledkeztek róla, és 1792-ben már mint Giovanni Bellini műve került az Uffizibe. A mai álláspont szerint természetesen Giorgione alkotásáról van szó, de néhányan más festők közreműködését (Domenico Campagnola, Vincenzo Catena) is feltételezik. Különösen a jobb oldali csoport alakjainál vélnek felfedezni más festő keze nyomát. Ugyanakkor azt sem zárják ki, hogy a különbözőséget a későbbi restaurálások okozzák. A kép mérete 89×72 cm, és a firenzei Uffizi képtárban látható.

### Salamon ítélete
Ez a kép nyilvánvalóan az előző párja, ennek megfelelően keletkezési ideje is azonos. A méretei ugyanazok, felépítésében az előző szimmetriáját mutatja. Ez is bibliai történetet ábrázol: két anya, két csecsemő. Az egyik gyermek meghalt, de mindkét anya az élőt követeli magának. Salamon a kép jobb oldalán elhelyezett trónon ül, előtte a földön a halott csecsemő, az élőt egy katona tartja a kezében. A jelenetet itt is udvari méltóságok csoportja figyeli. A háttérben látható tájat ebben az esetben egy középen álló nagy fa, egy hatalmas tölgy két részre osztja: jobb oldalon egy sziklacsoport, bal oldalon pedig egy távlatos táj látszik.
Ez a festmény, mint az előző kép, a Mózes tűzpróbája ikerdarabja, annak a sorsát követte. A kép kvalitását kezdetben a művészettörténészek jóval kritikusabban ítélték meg, sokkal több idegen kéz közreműködését vélték felfedezni, sőt olyan is volt, aki egyenesen másolatnak tartotta. A mostani általános vélemény szerint a kép Giorgione alkotása, a hátteret, a sziklákat – utóbbi alkalmazása később is jellemző lesz rá – biztosan ő festette, és az ő munkájának tartják az alakok arcának finom festését, ami előremutat későbbi kifinomult festési stílusára.

### A Pellizzari-ház fríze

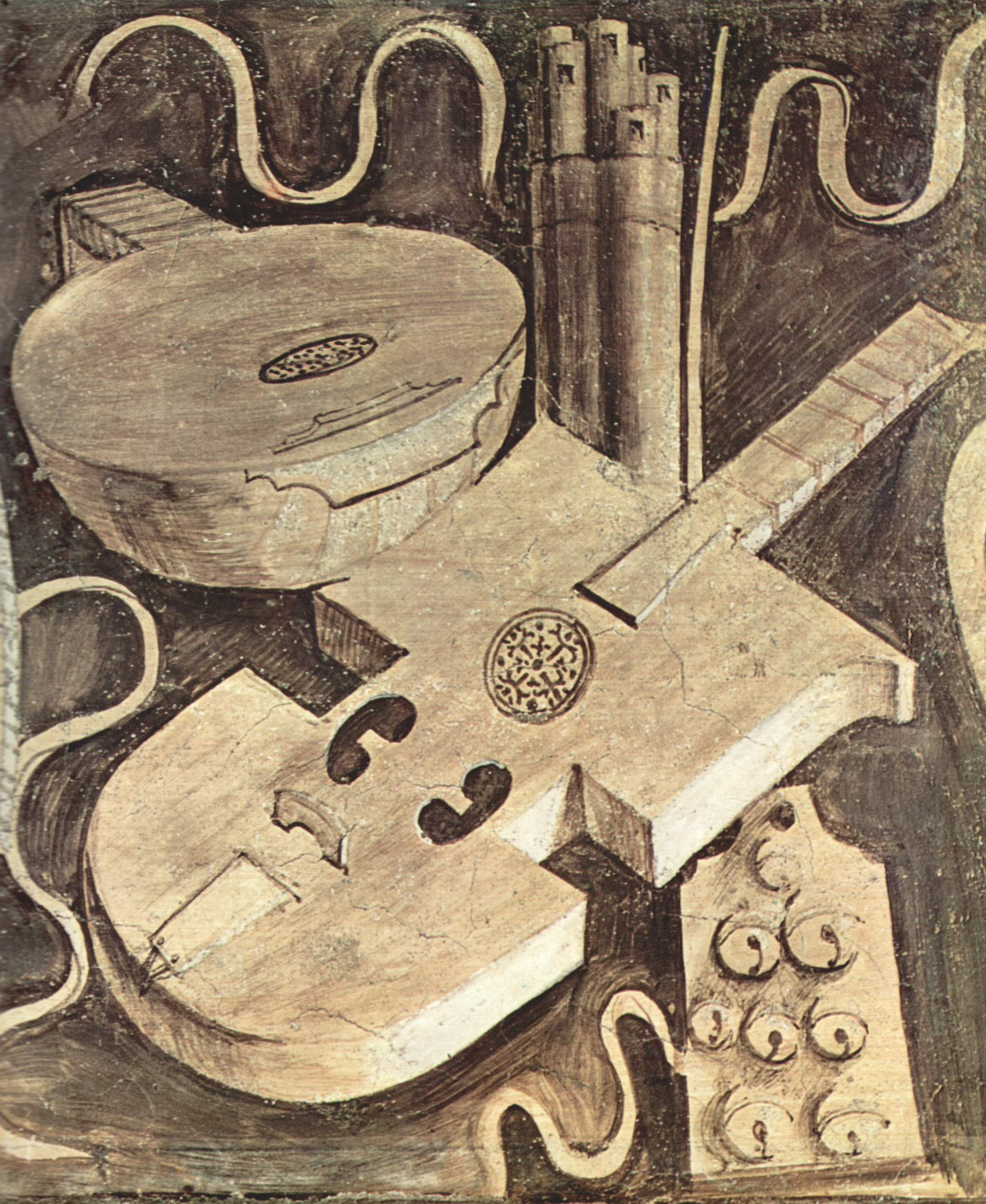
A fríz részlete

A festménysáv okkersárga színben készített (egyszínű) képsor, amelyen különböző eszközöket, hangszereket, fegyvereket, festőállványt, mérnöki körzőt, sőt még asztrológiai ábrázolásokat is bemutat. A Pellizzari-ház vagy Giorgione-ház Castelfrancóban van a dóm mellett, a legenda szerint a Barbarella családé lehetett (amely családhoz kötik, kötötték egyesek Giorgione származását). A fríz közvetlenül a mennyezet alatti sávban, a szoba két hosszabbik falán helyezkedik el, de valószínű, hogy a rövidebb falakon is volt festmény, bizonyos képnyomok legalábbis erre utalnak. A fríz magassága 76,5 cm és több mint 15 m hosszú. A csoportokba foglalt eszközök feltehetően a különböző mesterségekre és a szabad művészetekre utalnak, a táblákon latin nyelvű szövegek láthatók.
A művészettörténészek ma már, főleg a képek 1955. évi megtisztítása és helyreállítása után, jobbára megegyeznek abban, hogy a falfestmény Giorgione munkája, bár vannak, akik munkatársakkal együtt készített alkotásról beszélnek. A hiányzó képrészeket nemrégiben kiegészítették.

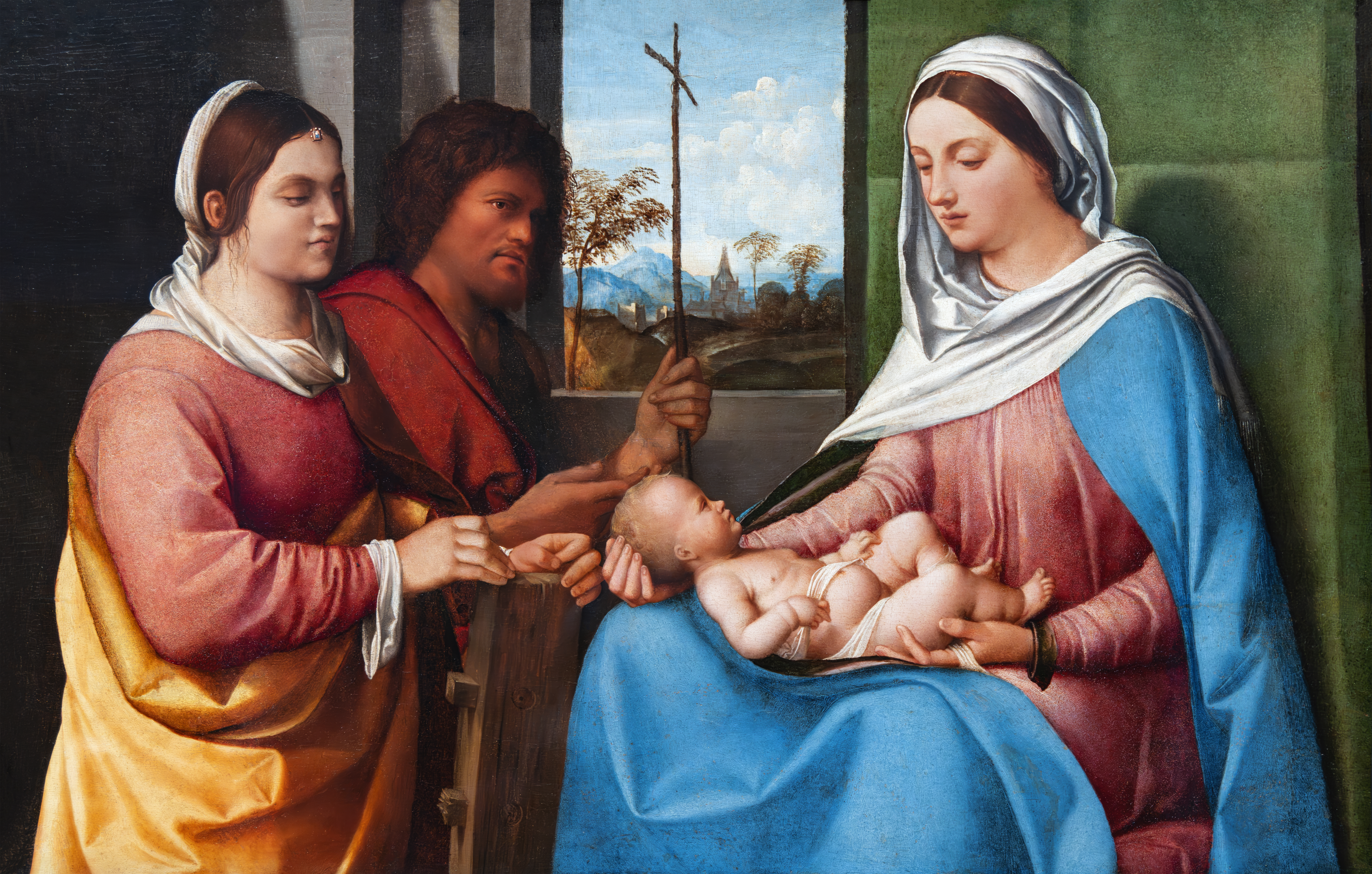
Sacra conversazione

### Sacra conversazione

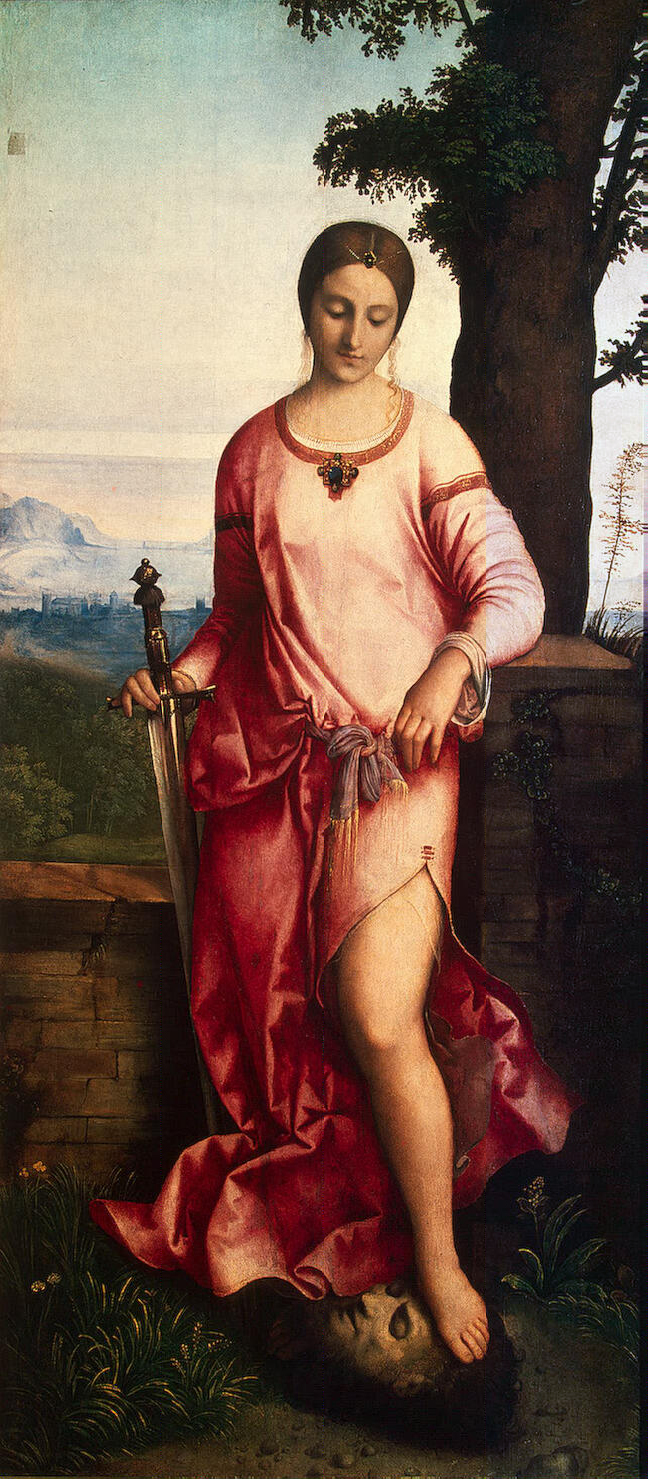
Judit

A festmény a velencei Gallerie dell’Accademia tulajdona, fatáblára van festve, mérete 51×81 cm. A kép Máriát mutatja isteni gyermekével, előttük egy férfi és egy nő. Csak az utóbbi időben került a művészettörténészek látókörébe, és míg korábban valamelyik Giorgione-követő munkájának gondolták, mára kialakulni látszik a megegyezés a szerzőség kérdésében. A kutatók kiemelték a festés finomságát, és a festésmód tekintetében rokonságot fedeztek fel az Olvasó madonnával, de még A viharral is.

### Judit
A téma bibliai: Judit, aki hazafias érzülettől vezérelve megölte az asszír hadvezért, Holofernészt, bal lábával a levágott fejre tapos. Jobb kezében kardot tart, és immáron megnyugodva tekint le a halott ellenségre. A képet eredetileg fatáblára festette mestere, de 1813-ban átültették vászonra, és ekkor a két széléből levágtak (13 cm-rel lett keskenyebb a kép). Mérete így ma 144×66,5 cm. A még eredeti méretű képről A. Larcher készített rézmetszetet, innen ismertek a festmény eredeti arányai. Az alkotást az 1600-as években Franciaországba vitték, majd 1772-ben II. Katalin orosz cárnő tulajdonába került.
A képet a 19. század közepéig Raffaello művének gondolták, de a tudósok ma már egyöntetűen Giorgione alkotásának tartják. A szentpétervári Ermitázsban látható.

### A Szent Család

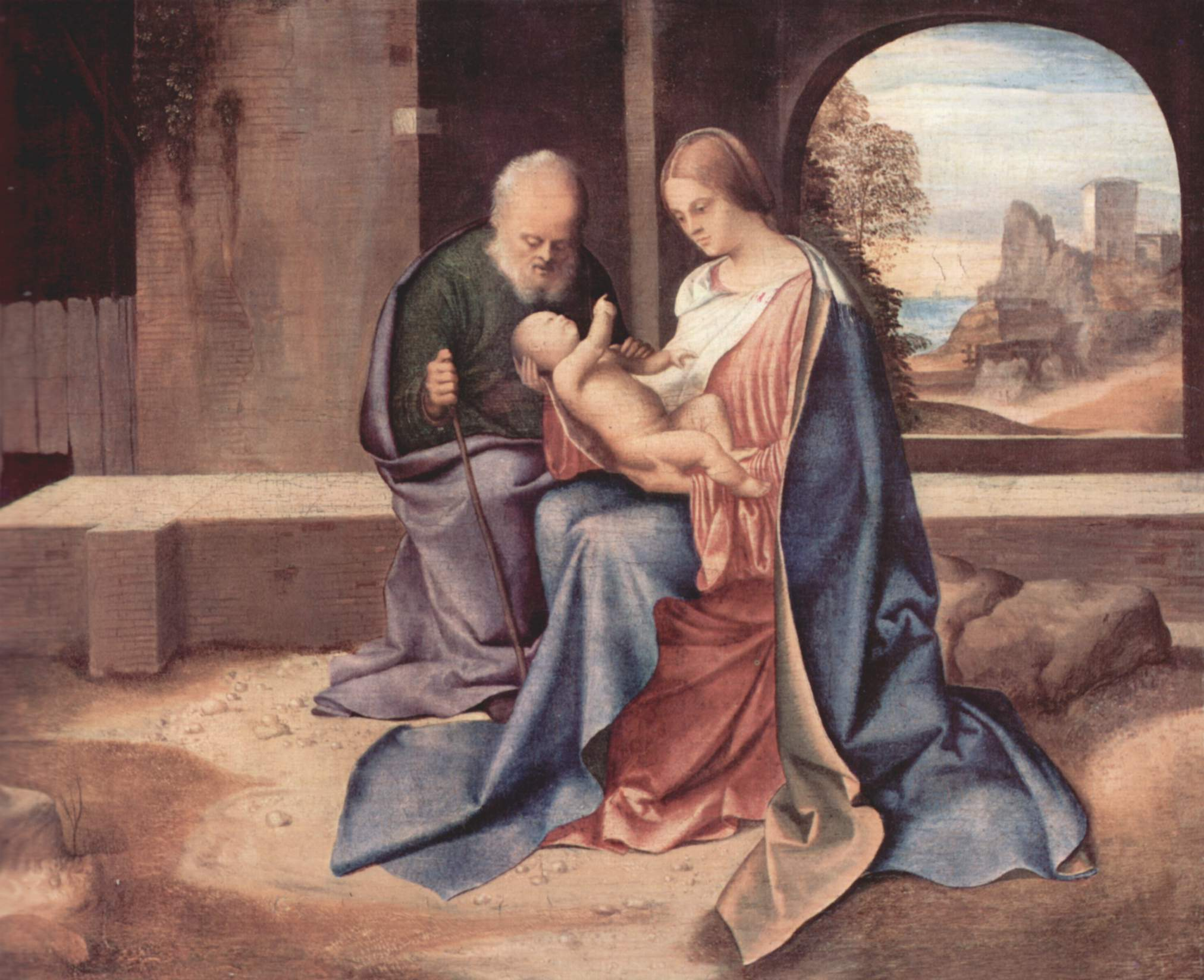
A Szent Család

A Szent Család című kép jelenleg a washingtoni National Gallery of Artban van, a mérete 37,3×45,5 cm, fatáblára készült. A kép a bibliai szent családot ábrázolja, József és Mária örvendeznek a gyermek megszületésének. A háttérben, egy boltíves kapubejárón kitekintve, a Giorgionénél megszokott táj látható, fával, sziklával, vízzel és épületekkel. A képet Benson Szent család néven is emlegetik, mert korábban a Benson-gyűjtemény része volt. A kritikusok – szokás szerint – ebben az esetben is vitatkoztak a kép eredetéről, történetéről. Korábban egy Bellini-iskolához tartozó festőhöz (Catena) kapcsolták, majd 1900-ban vetették fel először a Giorgione-attribúciót (attribúció: egy műalkotás alkotójának meghatározása a stílusjegyei alapján), és végül az 1950-es évekre alakult ki az egységesnek nevezhető nézet, ami szerint valóban Giorgione festményéről van szó. A datálás kérdésében nincs egységes álláspont, 1502–től 1505–ig terjed a valószínűnek tartott időintervallum.

### A háromkirályok imádása

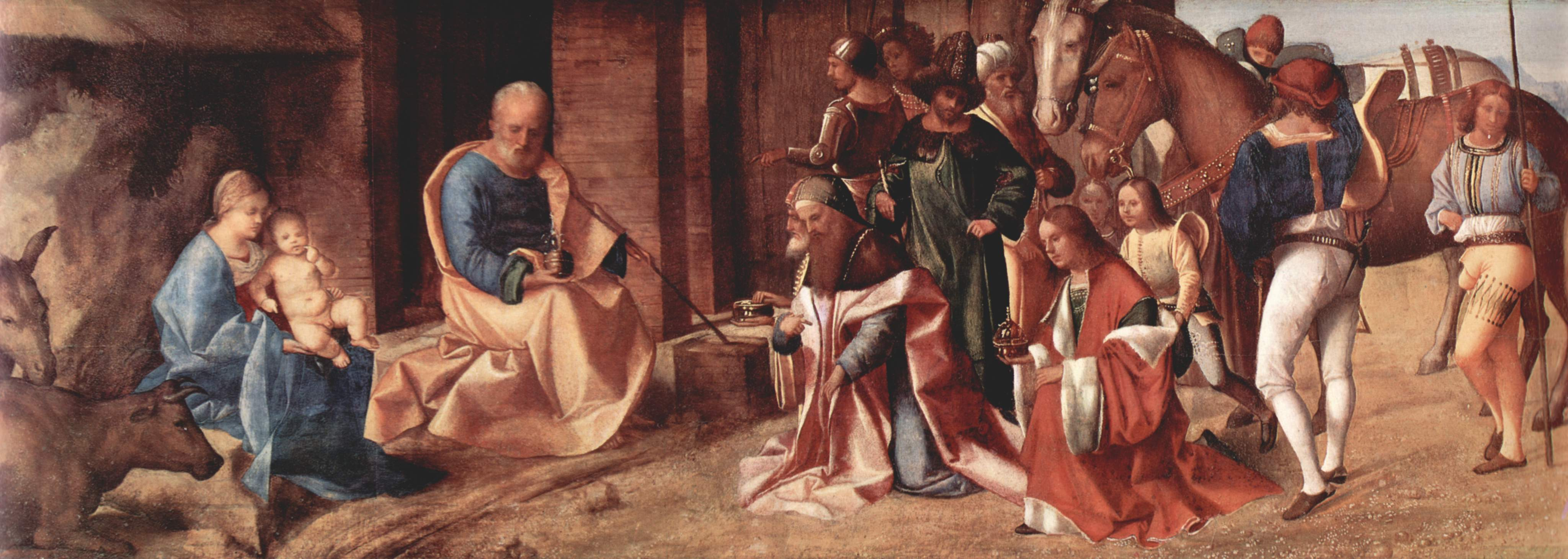
A háromkirályok imádása

Az ismert bibliai történet szereplői egy fészer előtt jelennek meg: Mária ölében tartja a gyermeket, mellette József ül. A bal sarokban jelzésszerűen szerepelnek az istálló állatai, míg a kép jobb felét a hódoló háromkirályok és kísérőik töltik ki. A festmény 1884-ben került a londoni múzeumba, és addig Giovanni Bellini művének gondolták, míg a múzeum műtörténészei inkább Catana szerzőségét valószínűsítették. 1909-ben vetődött fel Giorgione személye, de hosszas szakmai viták után csak 1950 körül állapodtak meg az ő személyében, és a képet inkább a fiatalkori Giorgione-művek közé sorolják.
A kép a londoni National Galleryben található, 81 cm széles és mindössze 29 cm magas, fatáblára van festve. Arányai feltételezik, hogy különleges megrendelésre készült. 1947-ben restaurálták.

### A pásztorok hódolása

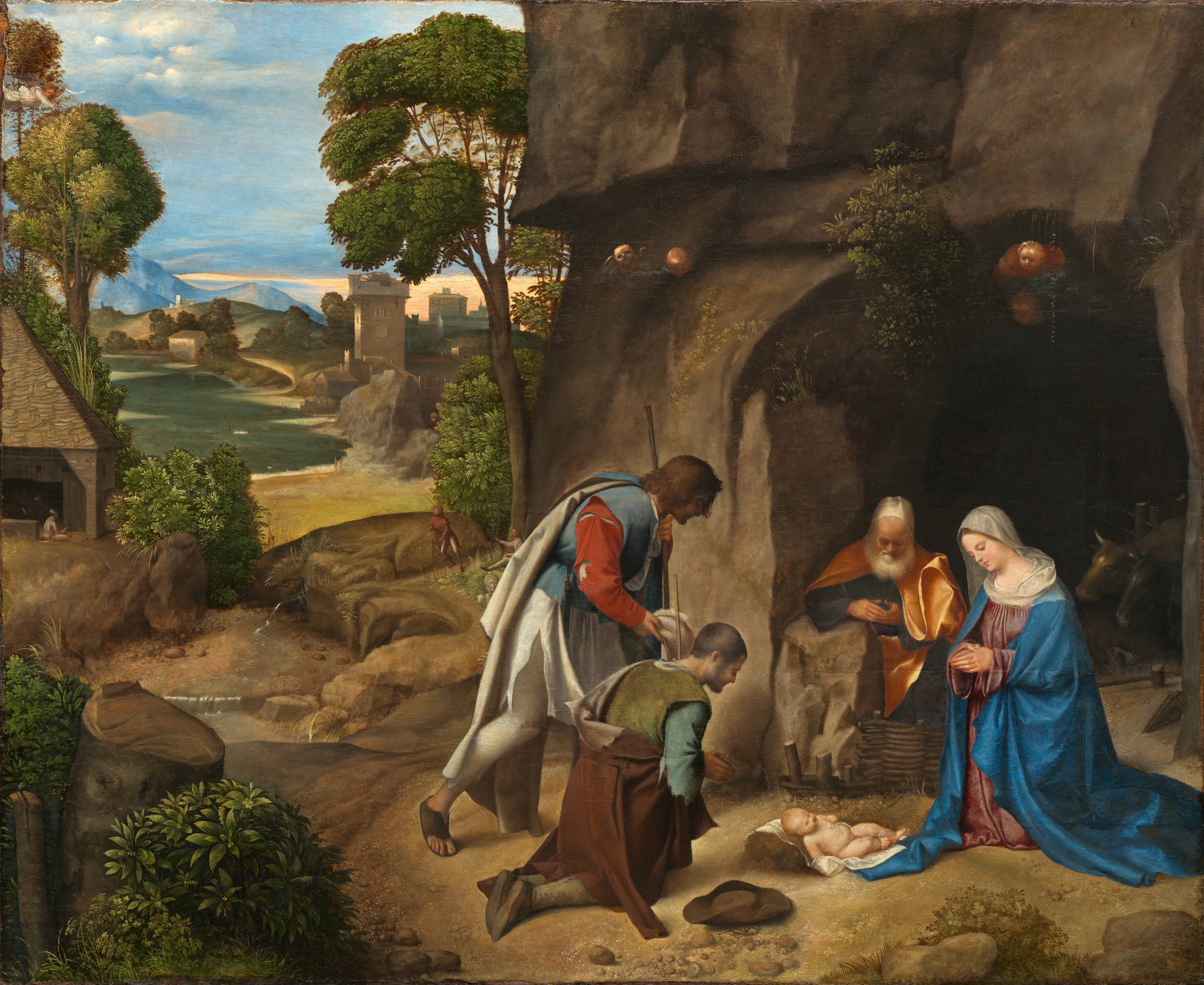
A pásztorok hódolása

A 91×111 cm méretű, fatáblára festett képet Washingtonban, a National Gallery of Art őrzi. A Szent család egy barlang előtt foglal helyet, míg a hódoló pásztorok térdet hajtanak a gyermek Jézus előtt. A kép bal oldalán a jellegzetes giorgionei táj látható, emberalakokkal. A festmény azonos azzal a „Nocté”-val (nocte: Jézus születése témájú festmény), amelyet Isabelle d’Este levélben kért Giorgione halála évében velencei ismerősétől, Taddeo Albanótól, hogy vegye meg számára. A levélváltás szerint a kép akkor Victorio Beccharo tulajdonában volt, és nem kívánt megválni tőle. Albanónak tudomása volt róla, hogy Giorgione bizonyos Thadeo Contarini számára készített egy csaknem ugyanolyan képet, annak gyakorlatilag pontos másolatát. Valószínűleg ez az a festmény, amely a bécsi Kunsthistorisches Museumban látható, és valóban igen hasonló, csupán a bal oldali lombos fa kisebb, majdnem csupasz fákká változott, és a színei is a szürkületi megvilágításnak megfelelőek. A méretei is csaknem ugyanazok. A washingtoni festményt korábbi lelőhelyéről, az Allende-gyűjteményről Allende Jézus születésének is nevezik, és egységes állásfoglalás szerint hiteles alkotás. Van kritikus, aki a bécsi kép hitelességét vitatja ugyan, de a szakértők többsége ezt is Giorgioének tulajdonítja. A képek keletkezési idejét Sharten-Antink 1500–1502-re teszi.

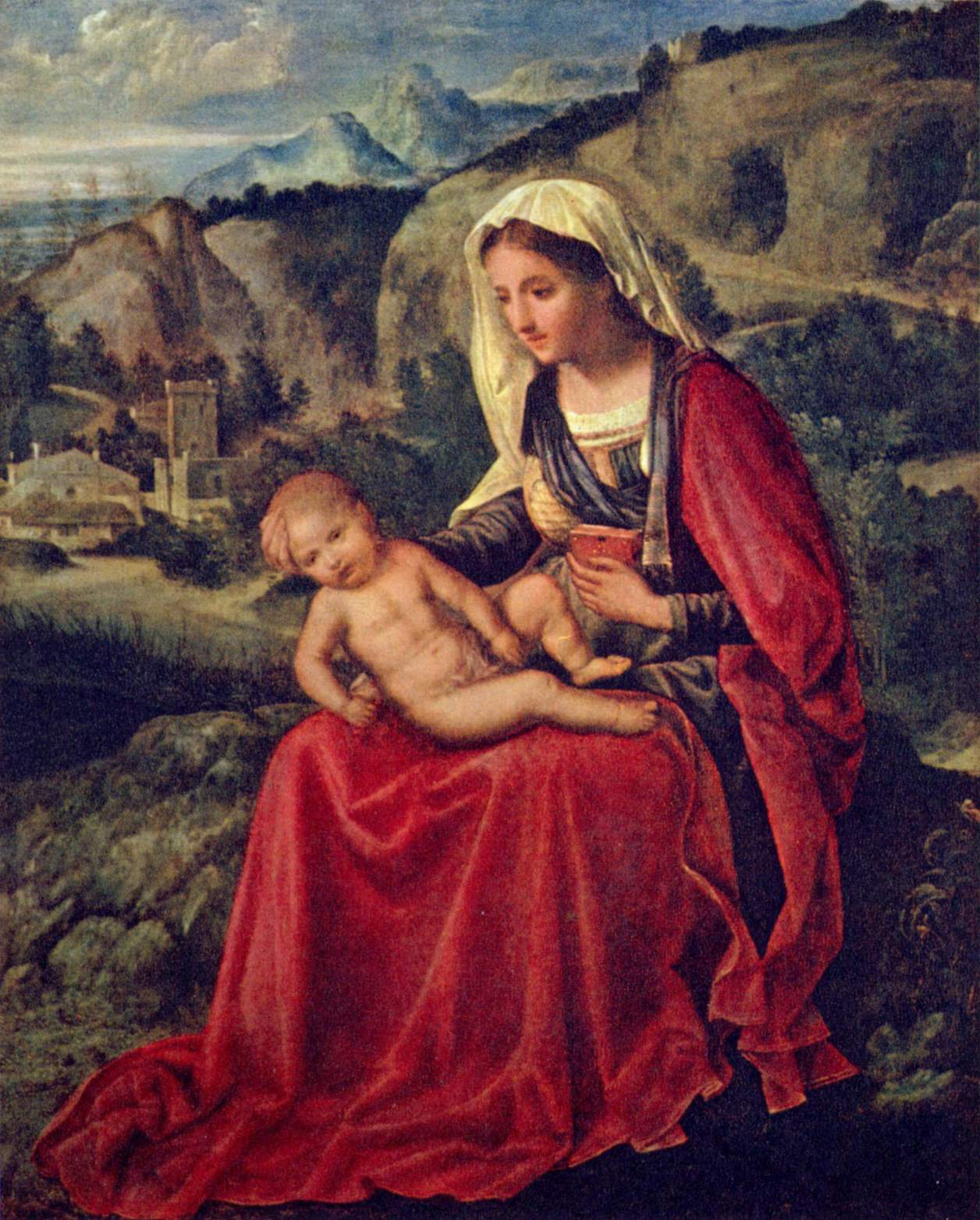
Madonna a gyermekkel

### Madonna a gyermekkel
A kép a szentpétervári Ermitázsban található, mérete 44×33,5 cm. Fatábláról 1872-ben áttették vászonra és javításokat is végeztek rajta (van kritikus, aki emiatt Giorgione és a restaurátorok művének tartja). Régebben csupán a Bellini-iskolához kapcsolták, de mára nagyjából egységessé vált a felfogás, miszerint Giorgione fiatalkori művéről van szó, amikor még Raffaello volt a példaképe.

### Olvasó Madonna

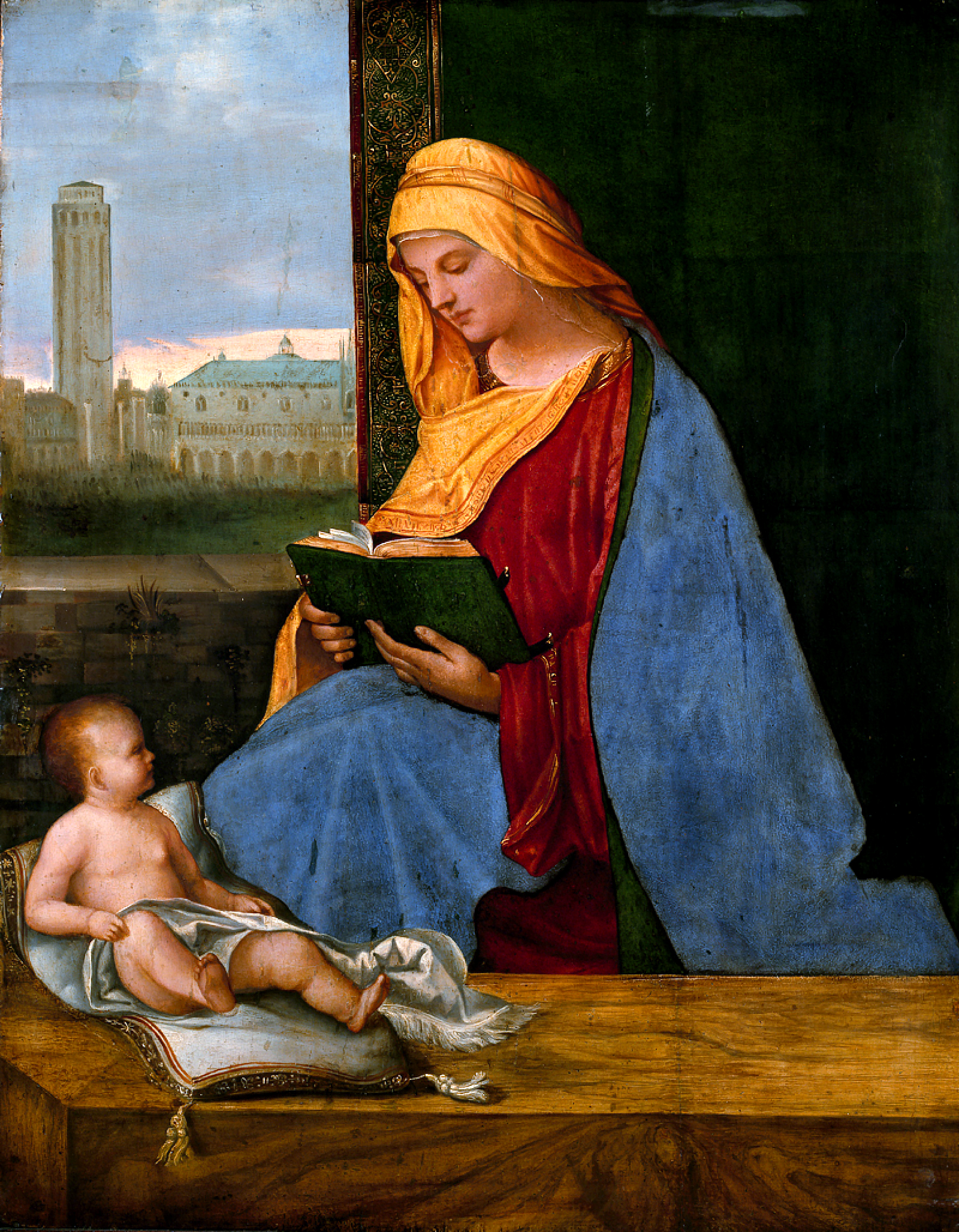
Olvasó Mária gyermekével

A festményt Olvasó Mária gyermekével címen is említik, Oxfordban, az Ashmolean Museumban található meg. A fatáblára festett kép mérete 76×60 cm. A képen Mária látható, egy kapcsos könyvet olvas, előtte párnán rugdalódzik a gyermek. A mögöttük lévő ablakon kilátni a velencei Szent Márk térre, természetesen akkori állapotában (a harangtornyon például még nincs süvegtető). A kép az előző tulajdonosok sorát megjárva elvesztette a szerzőségét (Cariani nevéhez kapcsolták), ám a múzeumba kerüléskor azonnal helyesbítették az attribúciót. A műtörténészek egységesen Giorgine alkotásának tartják, és időben közvetlenül a Castelfrancói madonna elé helyezik. Néhányan úgy vélekednek, hogy az ablak mögötti városrészlet befejezetlen (ez egyébként nem lenne egyedülálló Giorgione életművében), de a többség szerint Giorgione ezzel a fátyolos elmosódottsággal akarta érzékeltetni a forró nyári levegő vibrálását.

### Castelfrancói Madonna

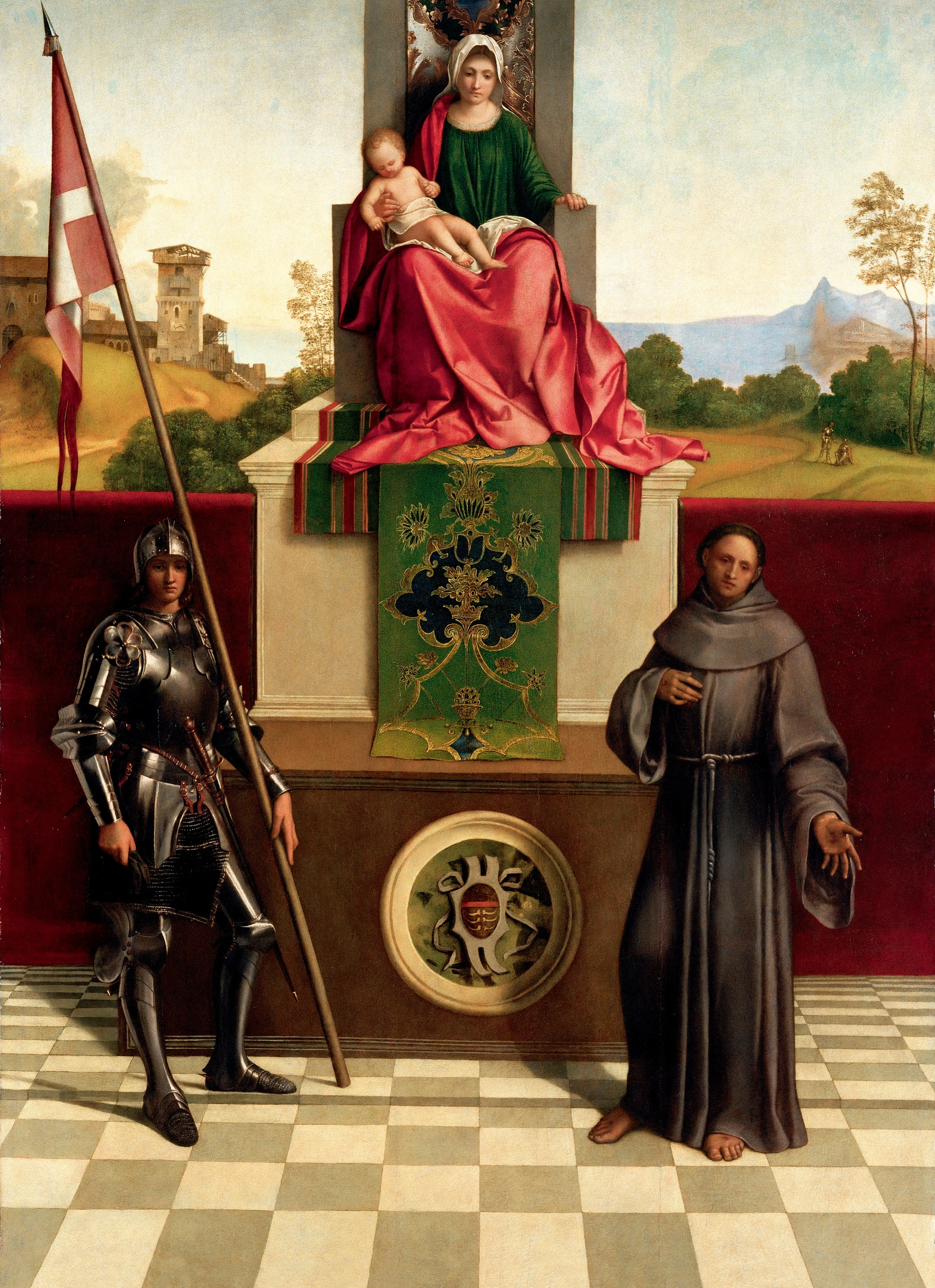
Castelfrancói madonna

A festmény a klasszikus háromszög-szimmetriát mutatja. A kép közepén a magas emelvényen trónoló Máriát láthatjuk a gyermekkel, előttük, alul, két oldalt áll Szent György vagy Szent Liberalisz (hogy pontosan ki, azon vita van egyes kritikusok között) és Szent Ferenc. Az emelvény és a lent álló alakok kockás padlózaton, egy fal előtt helyezkednek el, a háttérben pedig a „giorgionés” szabadtéri táj látszik. Ezzel a megoldással kettős hatást ért el a festő: a kép alsó részén, a falnak köszönhetően egy belső teret érzékeltető hatást ad, a fölső részén, a gyönyörű táj megmutatásával pedig egy szabadtéri jelenet illúzióját nyújtja; a vallásos érzület és a természetszeretet egyidejű megmutatásának remek példája. Az emelvényen elől Tuzio Costanzo családi címere látható, ami a megrendelő személyére utal. A műkritikusok azon is vitáznak – és ez a datálás szempontjából fontos –, hogy a condottiere Matteo nevű fia halála emlékére rendelte-e meg a képet, vagy esetleg még előtte. Az viszont biztos, hogy a castelfrancói Costanzo-kápolnába szánták. A kápolnát később lebontották, ezért a kép ma a San Liberale-templomban tekinthető meg. Mérete 200×152 cm, és természetesen fatáblára készült. Ez az egyik Giorgione-festmény, aminek a szerzőségéről sohasem folyt vita a szakértők között. A képet többször restaurálták, utoljára 1931-ben.

### Laura

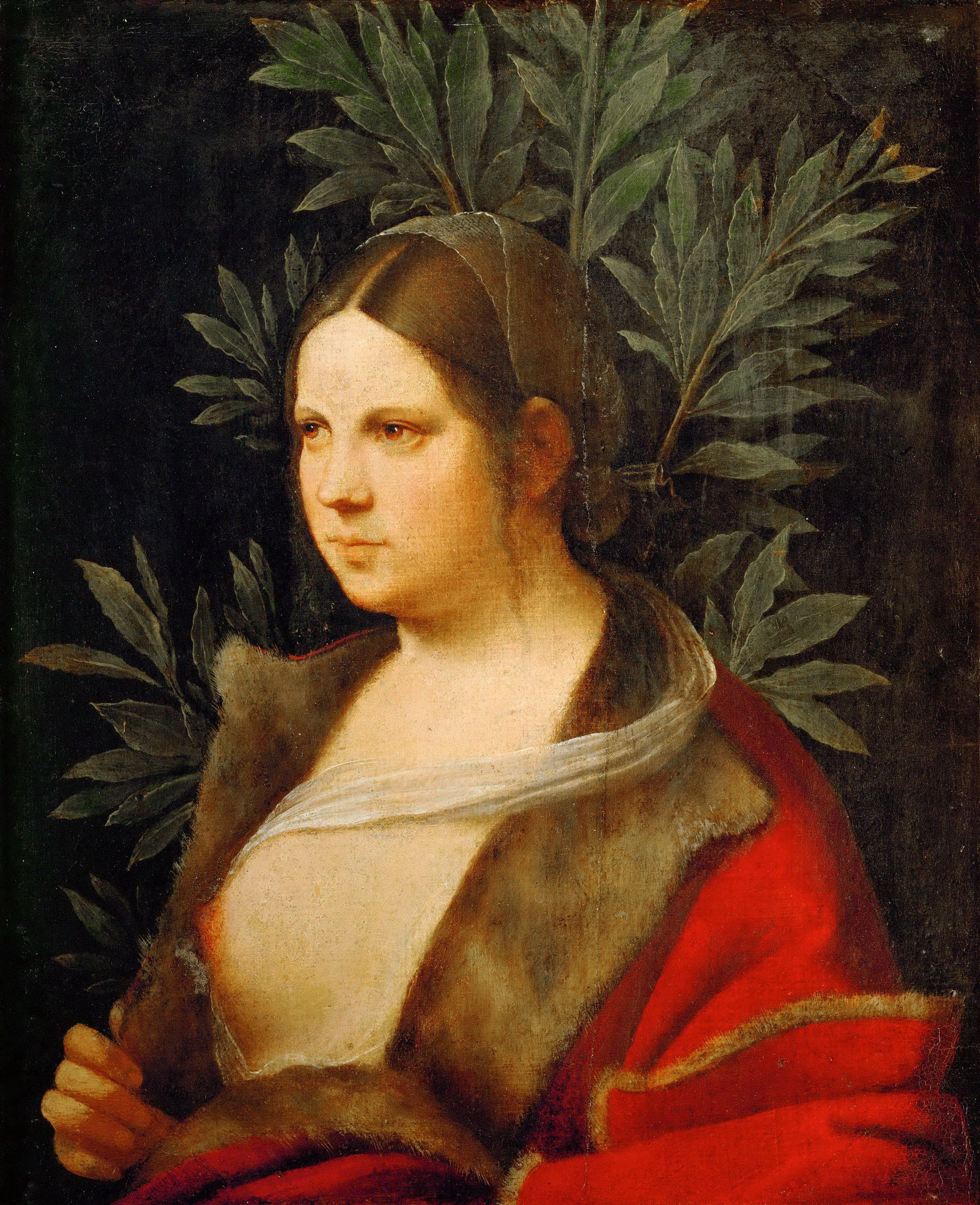
Laura

A Laura keletkezéstörténetének egyik változata már korábban olvasható volt. Az biztos, hogy a kép hátoldalán olvasható szöveg – „Ez [a kép] 1506. június 1. napján készíttetett. Vinchenzo Chaena (azaz Catena) mester kollégája, Zorzi de Chastelfr[anco] mester keze által misser Giacomo megbízásából…” – egyrészt a szerzőséget bizonyítja minden kétséget kizáróan, másrészt pedig ily módon Giorgione egyetlen datált képének tekinthető. A műítészek egyik csoportja szerint a modell hölgy neve valóban Laura volt, és a feltűnő hasonlóság alapján ő állt modellt A vihar című kép nőalakjához is.
Természetesen ez a festmény is megjárta a Giorgione-képek szokásos útját, előbb egyszerűen csak a velencei iskolához tartozónak, majd Romaninónak és Boccaccinónak tulajdonították. Még miután 1882-ben felfedezték a hátoldalán lévő feliratot, az is kevés volt egynémely kritikus véleményének megváltoztatásához, és csak úgy 1930-tól tekintik egyöntetűen Giorgione alkotásának. A festmény mérete 41×33,5 cm, és mint fentebb láttuk, 1506-ban készült. 1932-ben restaurálták az akkorra már igen megsötétedett képet (fatáblára húzott vászon), a bécsi Kunsthistorisches Museum tulajdona.

### Fiú nyíllal

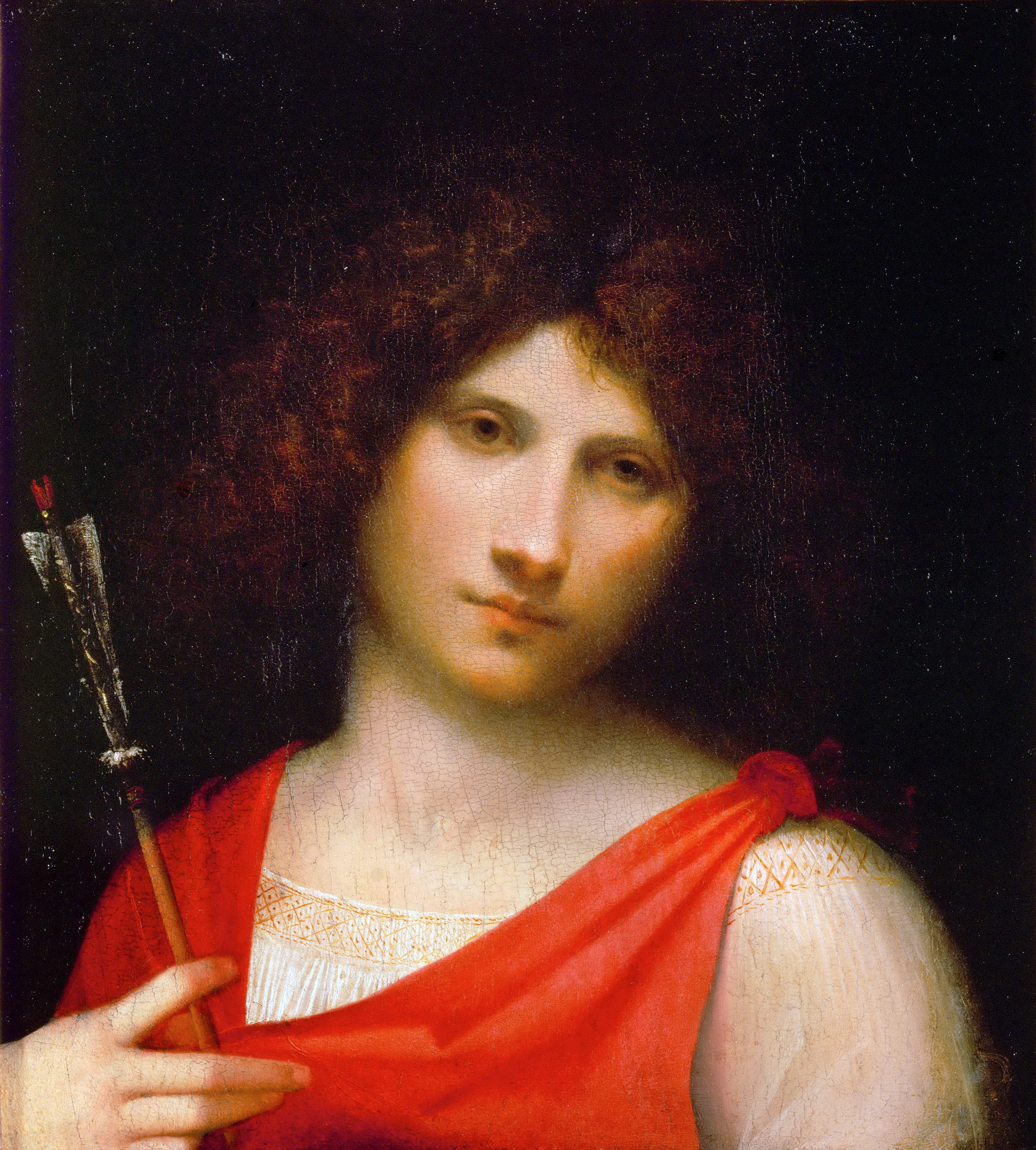
Fiú nyíllal

Ez a kép is a bécsi Kunsthistorisches Museumban található, 48×42 cm méretű, fatáblára készült. 1531-ben a képzőművészeti adatokat lelkiismeretesen lejegyző Michiel beszámolt a képről, akkor a velencei Giovanni Ram tulajdonában volt. Ezután Antonio Pasqualinóé, Ausztriai Zsigmondé volt, majd a bécsi császári gyűjteménybe került. A szokásos nézetkülönbségek ebben az esetben is fennállnak a kritikusok között: van, aki más alkotásának véli, van aki szerint Giorgionéé, míg mások szerint másolat. A többség azért Giorgionénak ítéli a festményt, amin Leonardo hatását vélik felfedezni.

### Pásztorfiú furulyával
A kép mérete 61×51 cm, fatáblára készült. Jelenleg Londonban, a Hampton Courtban őrzik, a királyi gyűjtemény része. Modellje minden bizonnyal azonos az előbbi képével (vannak, akik szerint Apollónt ábrázolja). A művészettörténet ma már majdnem teljes összhangban eredeti alkotásnak tartja. Vasari azt írja róla: „…A [harmadik képen] kisfiú látható, olyan szép, hogy szebbet nem is lehetne festeni, a haja gyapjas. E képek híven tanúskodnak Giorgione pompás tehetségéről…”

### Ifjú arcképe

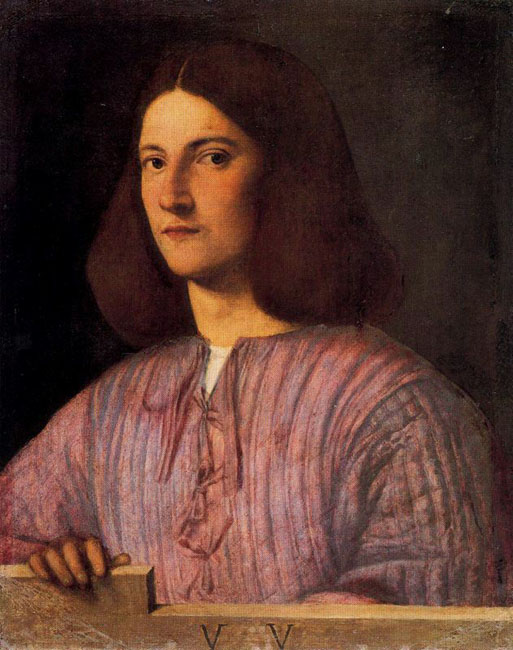
Ifjú arcképe

Nem lehet tudni, mi lehet a mellvéden látható „V V” betűk jelentése. Elképzelhető, hogy az ábrázolt személy nevének kezdőbetűi, nincs róla információ. A festmény 1891-ben került Berlinbe, a Staatliche Museumba. Korábban a Giustiani-gyűjtemény része volt, emiatt néha még mindig előfordul a Giustiani-arckép elnevezés is. Szerzőségét illetően teljes az összhang a kritikusok között. Többen viszonylagosan korai alkotásnak gondolják, az 1504 és 1507 közötti évekre teszik keletkezését. Az első „modern” portrénak számít, ami már nem az addigi hívő vagy hősies jellemzést adja, hanem magát az embert, a modellt. Sajnos – egy korábbi restaurálás után – a színei erősen megfakultak. Vászonra festett kép, mérete 58×46 cm.

### A vihar

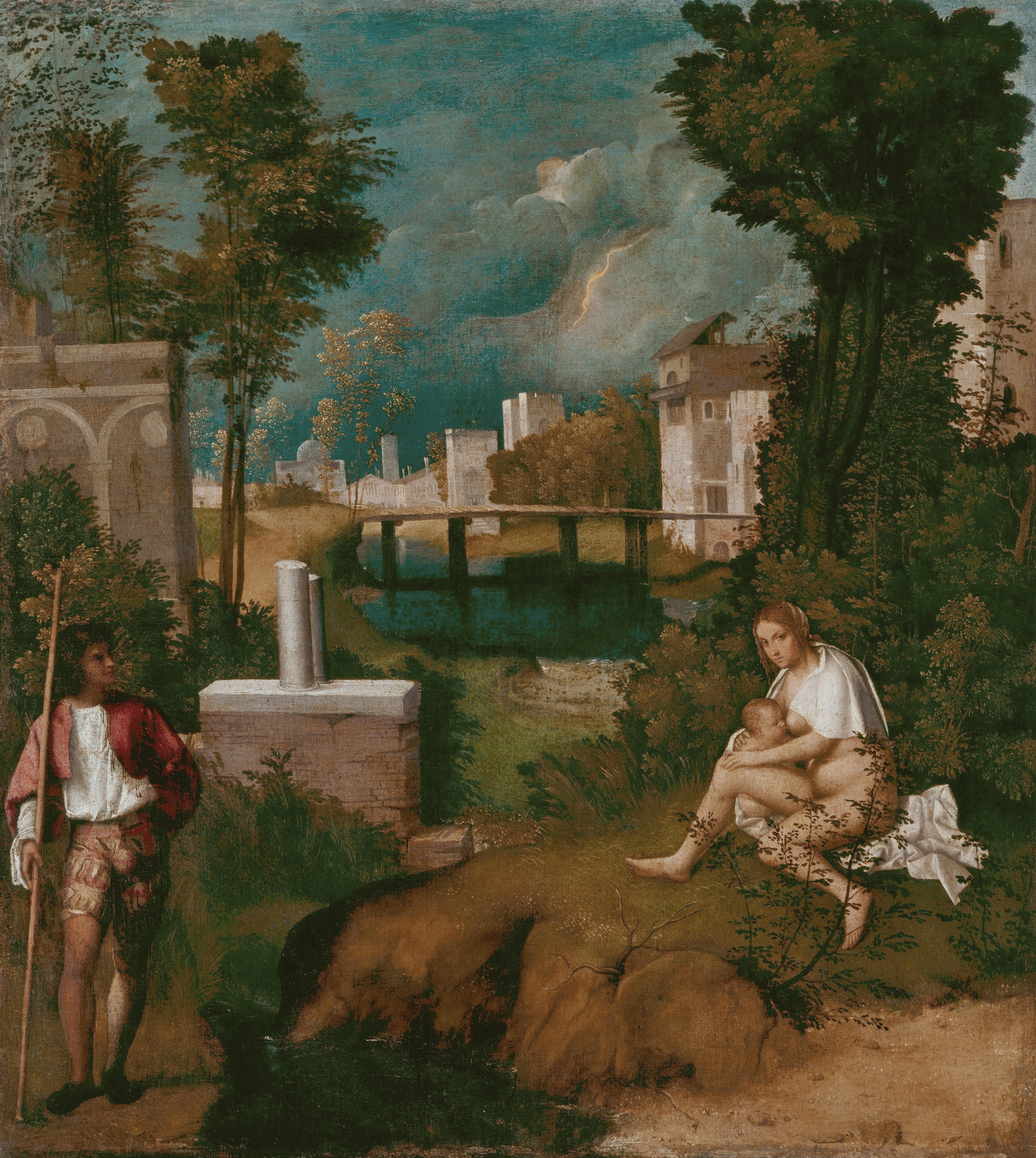
A vihar

Michiel a maga tárgyilagos és tömör stílusában ennyit írt róla: „Kis tájkép vásznon, viharral, cigányasszonnyal meg egy katonával, Zorzi de Castelfranco kezétől származik.” Ehhez képest ez az a Giorgione-festmény, amely a legtöbb fejtörést adja az ikonográfiai kutatóknak, merthogy ez Giorgione első talányos, rejtélyes alkotása. Ahány szakértő, annyiféle „megfejtés”. Ferriguto szerint Giorgione a természet allegóriáját teremtette meg. Richter szerint Parisz gyermekségének történetéről van szó. Morassi úgy véli, hogy a festő önmagára utalt a képen, a saját törvénytelen születéséről szóló gyakori feltételezésére. George Byron, a költő (aki szabályosan beleszeretett a nőbe) szerint a festő és családja van a képen. Más feltételezés szerint egy nimfa szoptatja fiát, Epafost, miközben Mercurius őrzi őket, de az is lehet, hogy a gyermek Mózes megtalálásáról van szó. Venturi szerint a kép tárgya a természet: a férfi, nő és gyermek azonban csupán elemei, és nem legfőbb elemei a természetnek. Hogy nem valamiféle történetet akart elmesélni Giorgione, az is bizonyítja, hogy egy röntgenvizsgálat szerint az álló férfi helyén egy másik aktot akart festeni, de kompozíciós vagy egyéb okok miatt, a saját elképzelését követve döntött az ifjú mellett.
A festmény a velencei Gallerie dell’Accademia tulajdona, 82×73 cm méretű, és mint Michiel írta, vászonra készült.

### A három filozófus

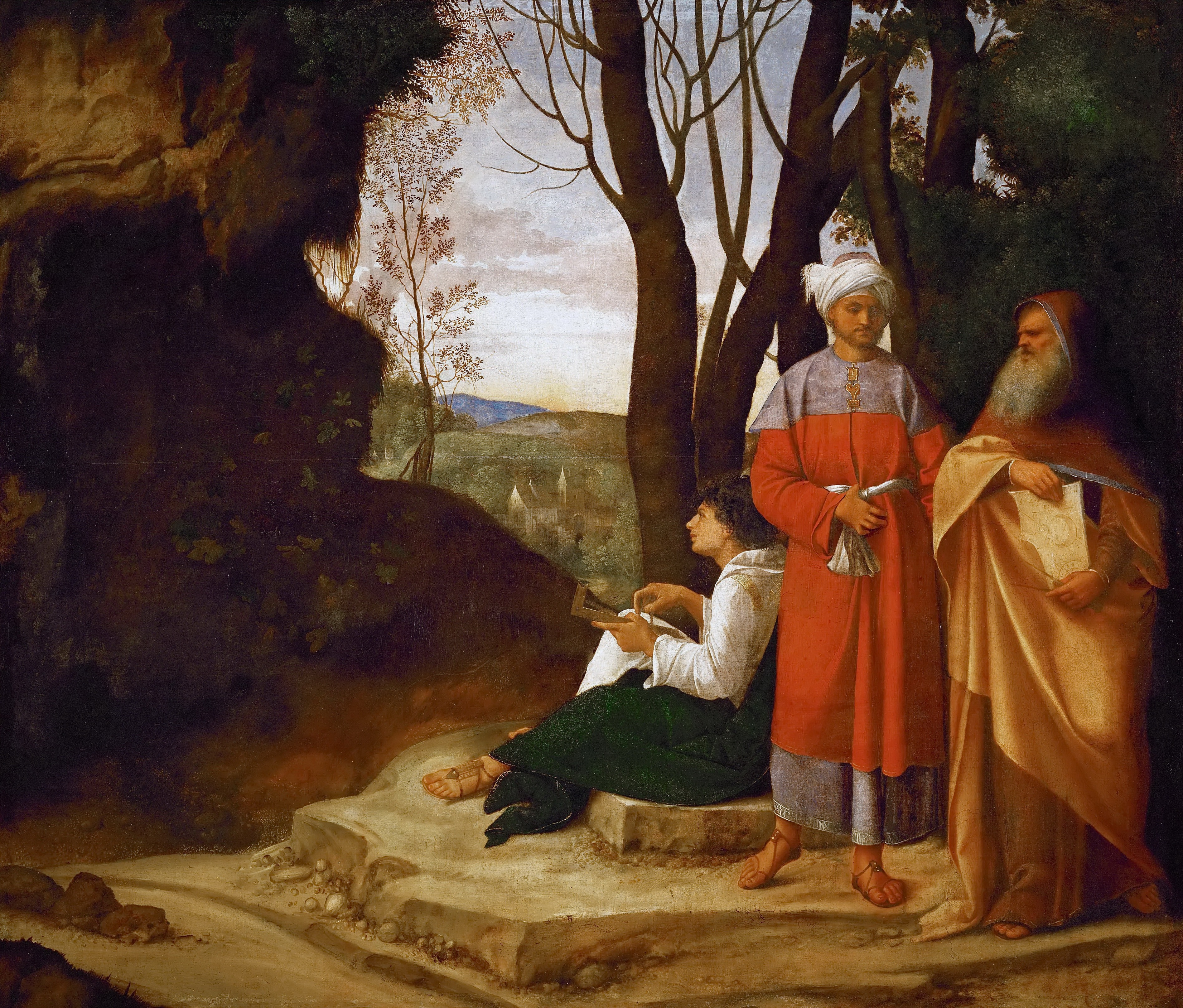
A három filozófus

A kép három gondolkodót ábrázol, egy fiatalt, egy középkorút és egy időset, egy barlang előtt állnak. Egyik asztrológiai témájú feljegyzést tart a kezében, a fiatalnál valamilyen mérőeszköz van. Figyelemmel vagy elmerengve tekintenek valamilyen irányba. Újabb talányos kép, amihez a témán kívül a története is hozzájárult. Egy 1569-es jegyzékben „A három matematikus”, 1783-ban „A háromkirályok a csillag feltűnését várják” címen említik. Újabb és újabb értelmezések láttak napvilágot, volt, aki szerint a kép szereplői az ókort, a középkort és az újkort szimbolizálják, más szerint a kép Marcus Aureliust és két filozófusát ábrázolják, és még egy értelmezés: a fiatal férfi a reneszánszt, a turbános az arab filozófiát, az öreg pedig a középkori gondolkodást jeleníti meg. A kép 1659-ben Habsburg Lipót Vilmos főherceg tulajdona volt, innen került az osztrák császári gyűjteménybe, majd a bécsi Kunsthistorisches Museumba, jelenlegi helyére. A vászonra készült kép – Giorgione festményeinek általában viszonylagosan kis méretéhez képest – eléggé nagy, 123,5×144,5 cm. Keletkezési idejét – bizonytalanul – 1507–1508 körülire lehet tenni. Morelli szerint a festményt Giorgione tanítványa, Sebastiano Luciani (ismertebb nevén Sebastiano del Piombo) fejezte be.

### Alkony

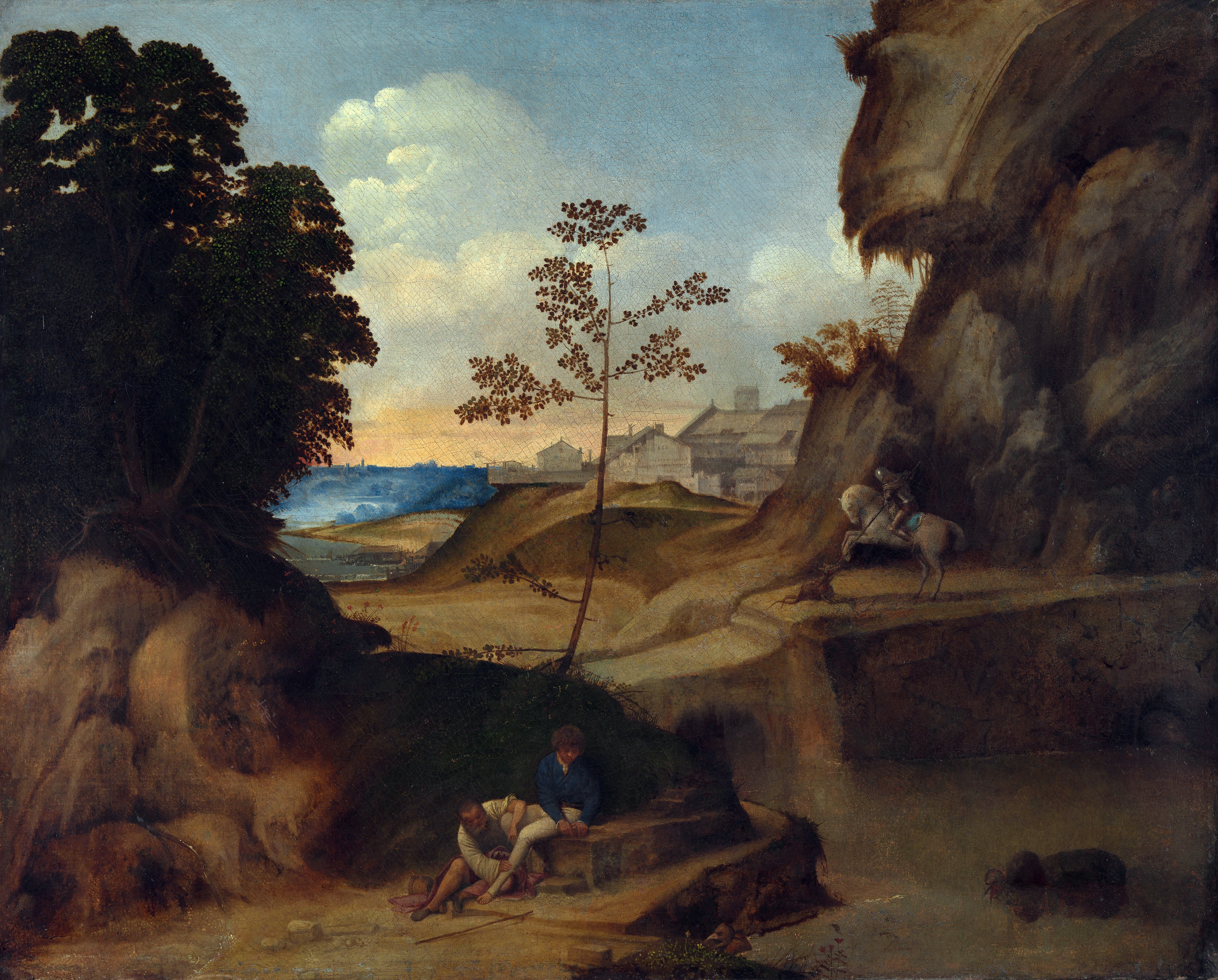
Alkony

Két alak van a kép előterében, középen: egy idősebb és egy fiatalabb. Szörnyek is vannak: egyik a fiatal férfi közelében, egy másik a vízben, egy harmadiknak a farka lóg ki a bal oldali sziklarésből. A negyedikkel a kép jobb oldalán lévő sziklaplatón egy lovas küzd. És mintha a lovas mögötti sziklaképződmény is valamiféle szörnyet idézne. Az idősebb ember talán Szent Rókus lenne, a fiatalabb Szent Antal, a lovas pedig Szent György? Miért vannak együtt, egy képen? Ismét a giorgionei rejtély.
A képet vászonra festette Giorgione, mérete 73,5×91,5 cm. Mai lelőhelye: London, National Gallery. Michiel talán ezt a képet látta Contarini tulajdonában, lehet, hogy az övé is volt, mai helyére egy angol magángyűjteményből került.

### Castelfranco látképe pásztorfiúval
Egy kicsiny vörös krétarajz papíron (20×29 cm), Castelfranco jellegzetes látképét mutatja. A kép előterében pásztorfiú ül egy kis dombocskán. Az ifjú arcvonásaiban többen Giorgionére ismernek rá. A rotterdami Museum Boymans-van Beuningen tulajdona.

### Öregasszony arcképe

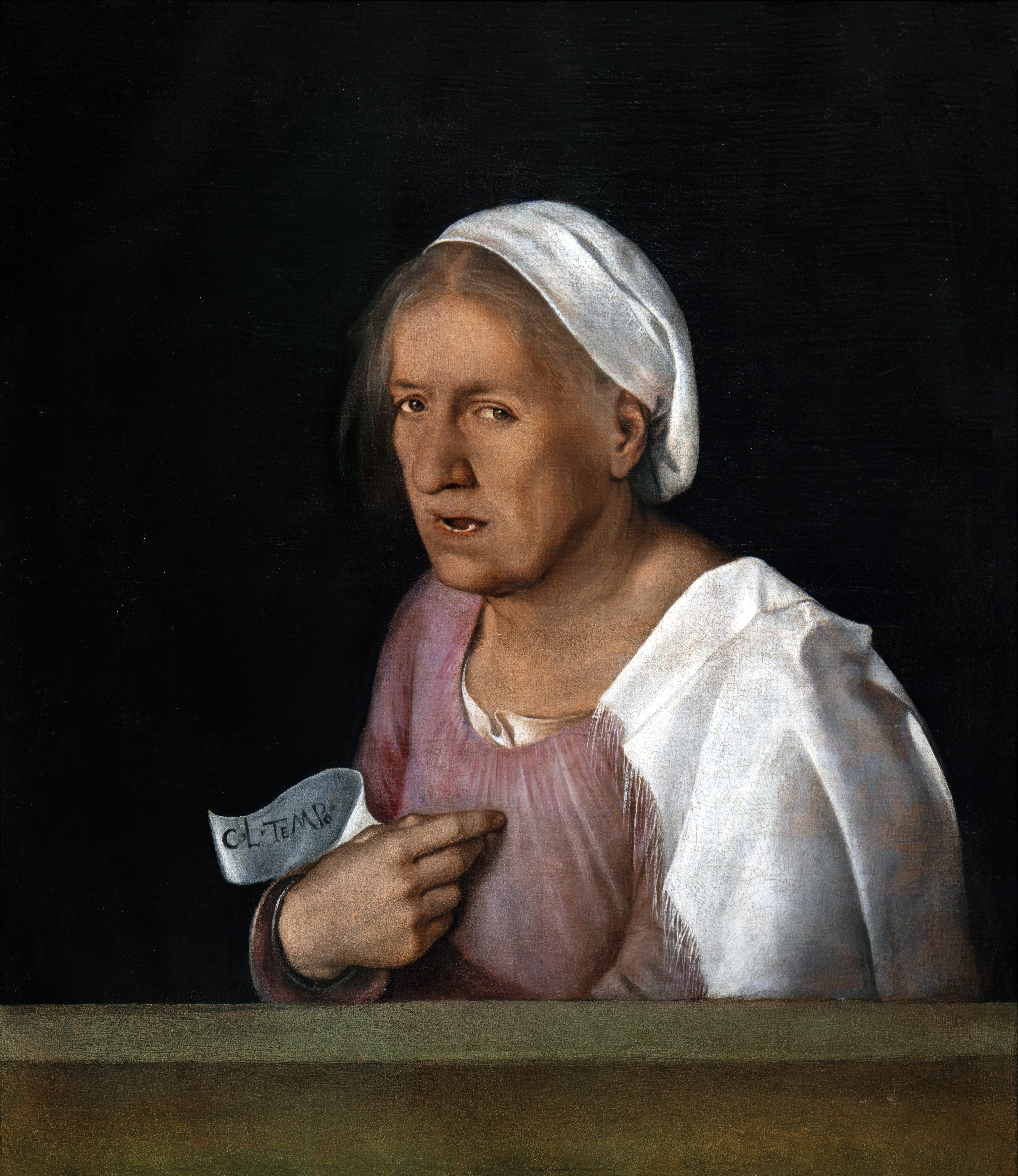
Öregasszony arcképe

A portré modelljéről többen úgy tartják, hogy a művész édesanyja, de – természetesen – ugyanennyien tagadják ezt. Alátámasztja a rokoni kapcsolatot a képből sugárzó mély érzelmi töltés, ellene szól viszont a giorgionei szellemtől távoli, túlságosan realisztikus megközelítés. Tény, hogy egy 1569-es leltárlista tartalmazott egy erre utaló képet „Zorzon anyjának arcképe Zorzon kezétől” megjegyzéssel. Arról tehát, hogy ki a modell, vita folyik, de a szerzőség kérdésében már teljesnek mondható az egyetértés. A vászonra készült festmény 68×59 cm méretű, és a velencei Gallerie dell’Accademia tulajdona.

### Önarckép

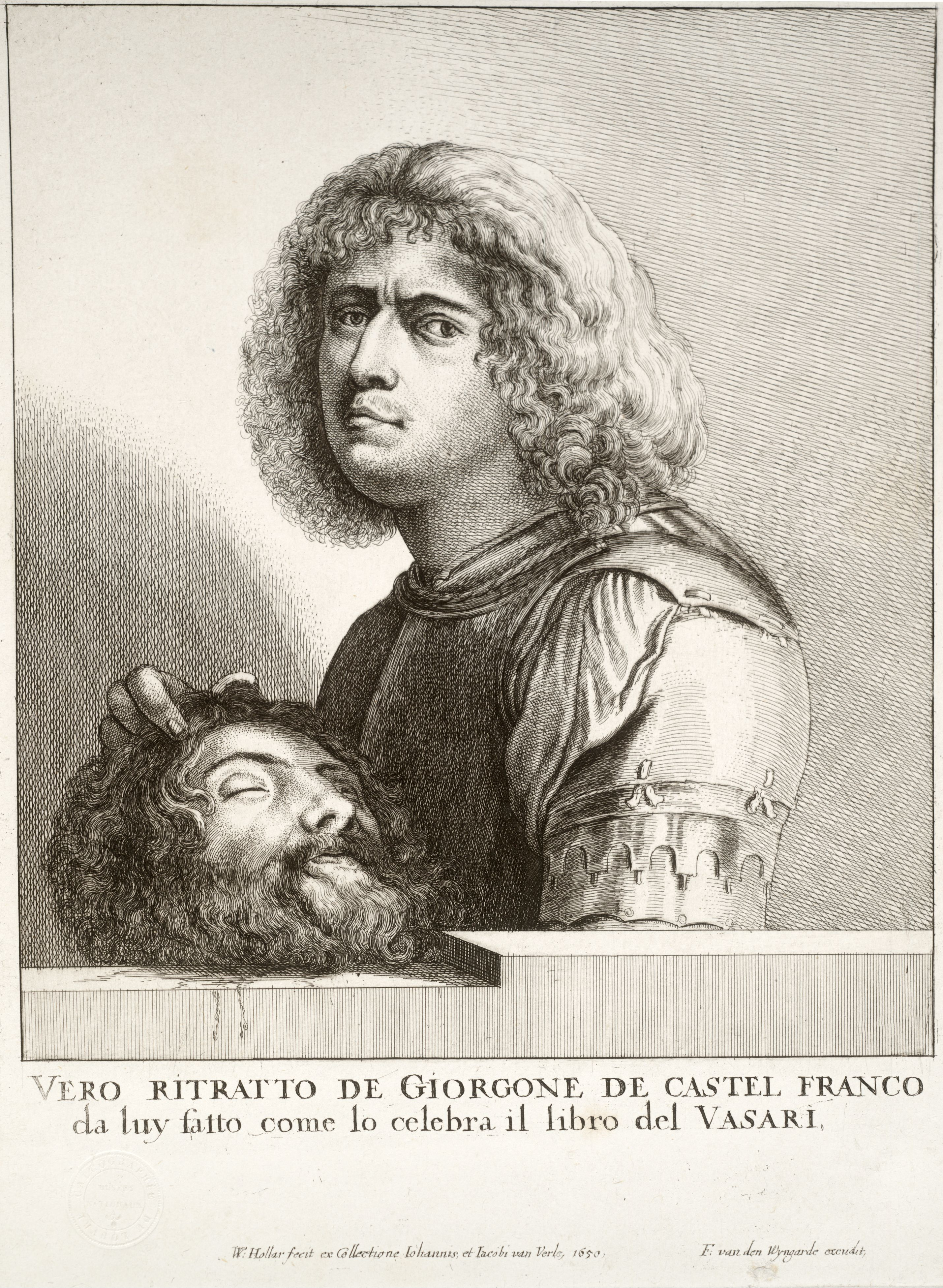
A Hollar-féle rézmetszet

A képet a szócikk elején mutatjuk be. A festmény az elkészültekkor még nagyobb volt, feltehetően Dávidot ábrázolta, előtte Góliát fejével. Erre utal egy 1650-ben készült rézkarc, Wenzel Hollar műve a még teljes méretű képről. Általánosan elfogadott nézet, hogy a portré Giogione önarcképe, erre is korabeli források utalnak (például Vasari is). A kép alsó részét nem sokkal ezután távolították el, nem tudni miért. A kép 1731-ben a braunschweigi választófejedelemé lett (ekkor Raffaello önarcképének gondolták, aztán még mások művének is). Röntgenvizsgálatokkal kimutattak a jelenlegi festékréteg alatt egy Mária a gyermekkel témájú ábrázolást, ami teljesen giorgionei jellegzetességeket hordoz. A festmény mérete 68×59 cm, vászon hordozóra készült. Jelenleg a braunschweigi Herzog Anton Ulrich Museum birtokában van.

### A Fondaco dei Tedeschi freskótöredéke
A freskókról már Vasari is lelkesen írt: „… különféle testtartásban hol egy nőt látni rajta, hol egy férfit, az egyik mellett oroszlánfej, a másik közelében kupidókülsejű angyal… A főkapu felett … ülő női alak látható, alatta halott óriás feje hever; … nem tudtam megfejteni, kit is akart vele Giorgione ábrázolni… Mindazonáltal alakjai nagyon jól illenek egymáshoz; Giorgione mindig azon igyekezett, hogy jó művek kerüljenek ki a keze alól…”. A freskófestést nem egyedül végezte, hanem vagy Tizianóval versengve vagy segédkezésével. Az biztos, hogy 1508-ban fejezte be a munkát, ami után nézeteltérései voltak a Tízek Tanácsával a díjazás kérdésében. A számtalan alakból mára csupán egy női akt maradt meg, meglehetősen rossz állapotban. 1937-ben választották le a falról, majd restaurálás után állították ki a velencei Gallerie dell’Accademiá-ban. Mérete 250×140 cm. Erről az aktról, de néhány más alakról is rézkarc másolatok maradtak fenn, ami alapján valósabb képet lehet alkotni róluk.

### A keresztvivő Krisztus és a pribék
A 70×100 cm méretű vászonra festett kép Velencében, a Scuola di San Rossóban van. Giorgio Vasari erről a képről is beszámolt a Le Vitében: „Giorgione megfestette Krisztust, amint a keresztet viszi, s közben egy zsidó vonszolja; ezt a képet idő múltával a San Rocco-templomban helyezték el, és csodatevő ereje van.” Ugyanakkor azonban írásának második kiadásában már Tiziano művének véli. A kép eléggé rossz állapotban van, mert még elkerülte a restaurátorok kezét, aminek persze előnyei is vannak: a festői technika kiválóan tanulmányozható rajta. A képet a mai művészetkritika döntően Giorgione alkotásának tartja, ami éppen az ecsetkezelés tanulmányozása révén vált általánossá.

### Alvó Vénusz

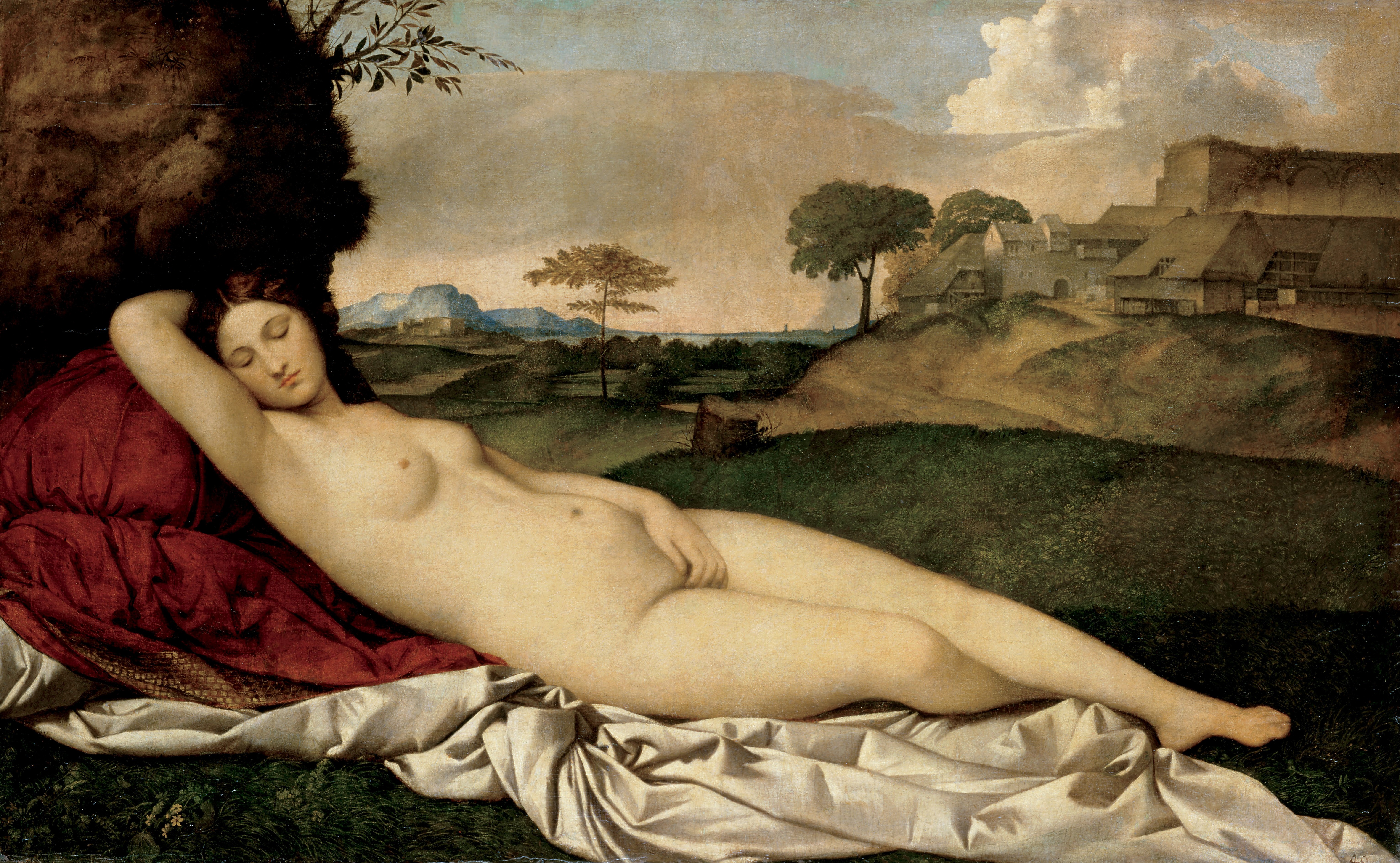
Alvó Vénusz

A leghíresebb Giorgione kép, a drezdai Gemäldgalerie tulajdona (108×175 cm, vászon). Az idő és a tulajdonosváltozások mellett megviselte a képet a második világháború is, ami után a szovjet hadsereg elszállította, majd egy darabig nem is lehetett róla tudni. Végül aztán 1955-ben kiállították Moszkvában, majd visszaadták Drezdának.
A festményt Michieli így írta le 1525-ben: „A meztelen Vénusz vászna, aki a tájban alszik Ámorral, Zorzo da Castelfranco kezétől való, a tájat és Ámor alakját azonban Tiziano fejezte be.” Hiába a szinte korabeli leírás, és Drezdában még 1707-ben is Giorgione alkotásaként szerepelt, ez után sokáig Tiziano művének tartották. Csak 1930-tól, Morelli felvetése kapcsán kezdték elfogadni ismét a szerzőség kérdését, azzal a megjegyzéssel, hogy a művet Tiziano fejezte be – Giorgione váratlan halála után. Tiziano szerzőségének az lehetett az alapja, hogy a háttérbeli városka és kastély képe majdnem teljesen azonos a Tiziano által festett Noli me tangere című képen ábrázolt részlettel. Az Alvó Vénusz kapcsán a jelenlegi álláspont szerint Giorgione alkotása teljes mértékben az akt, a bal oldali szikla, míg az előtér drapériáját és a jobb oldali tájat Tiziano festette. Ugyancsak ő festette a képre Ámor figuráját is, amit azonban később lefestettek.

### Ifjú képmása
A festmény a budapesti Szépművészeti Múzeumban tekinthető meg, Pyrker János László ajándékaként került a múzeum tulajdonába 1836-ban. Mérete 72,5×54 cm, 1510 körül készült vászonra. Stílusában a Gentile Bellini által festett Cornaro Katalint követi. Nagy zűrzavar uralkodik az ábrázolt feltételezett személyéről: Pietro Bembo, Vittore Capello, Antonio Broccardo. A kép alkotójáról is viták folynak: számos kismester neve mellett Giorgionét is valószínűsítik néhányan (Morelli, Thausing, Berenson, Scharten-Antink, Cook, Justi stb.). Nem tudható biztosan, hogy ki az ábrázolt személy. A mellvéden olvasható felirat szerint Antonio Broccardo költő a képen ábrázolt ifjú, azonban a felirat valószínűleg utólag került oda. A kutatók egy része még Giorgione szerzőségét is kétségbe vonja, de azt senki nem vitatja, hogy a mű a reneszánsz arcképfestészet egyik kiemelkedő alkotása. A múzeum tulajdonában van még egy Giorgione-rajz is: Szent Anna a gyermekkel.

## Képrészletek

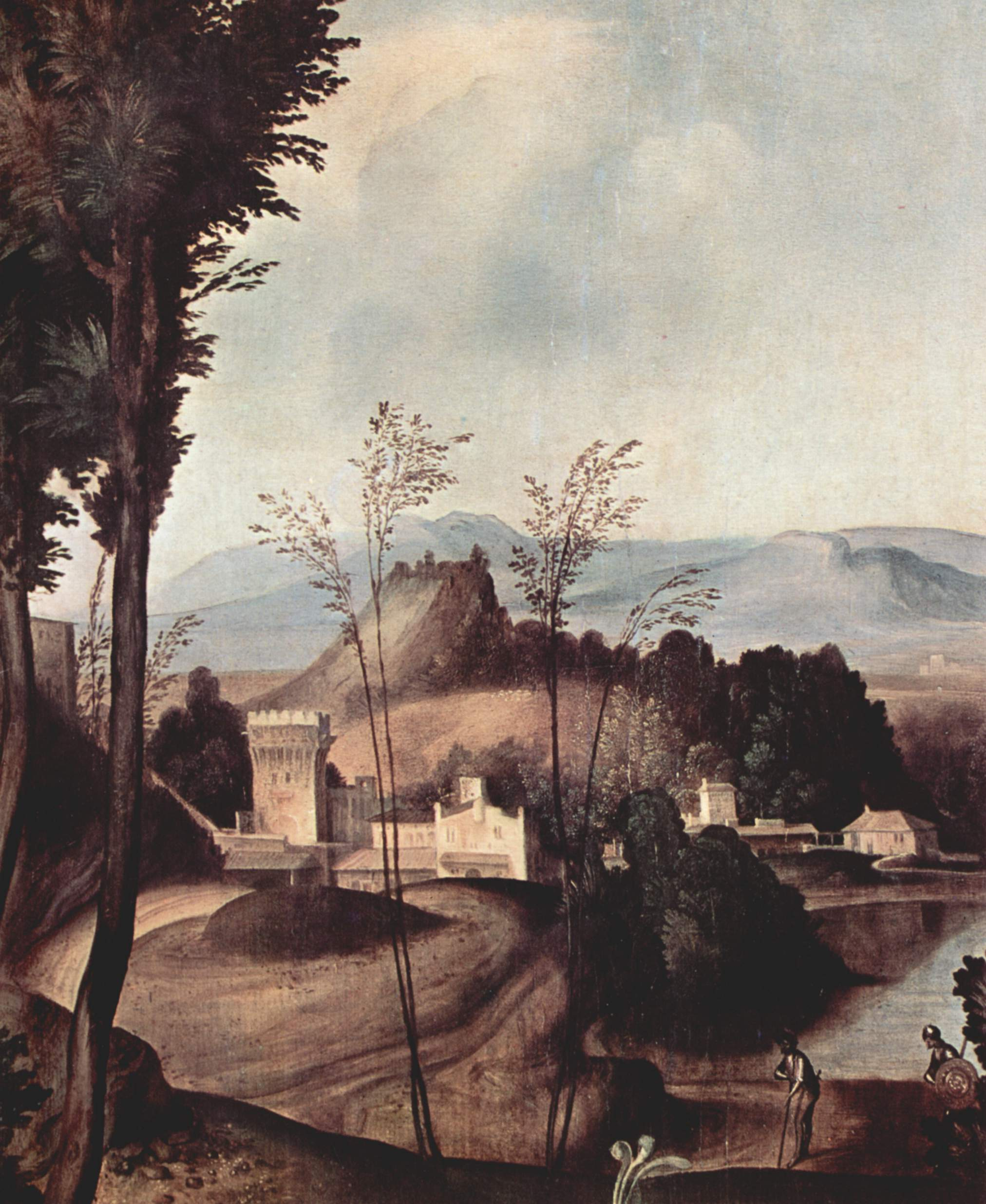
Mózes tűzpróbája, részlet
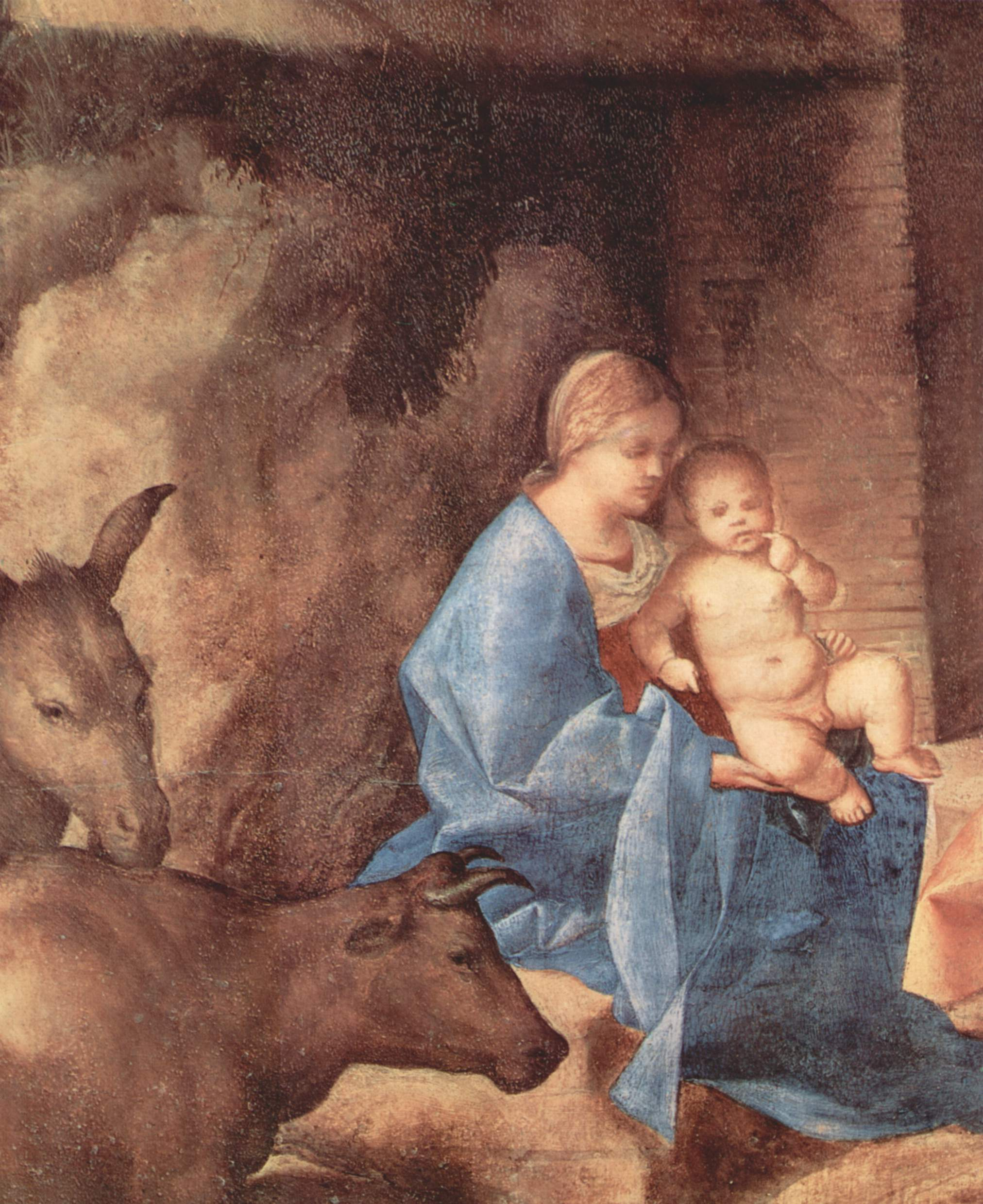
A háromkirályok imádása, részlet
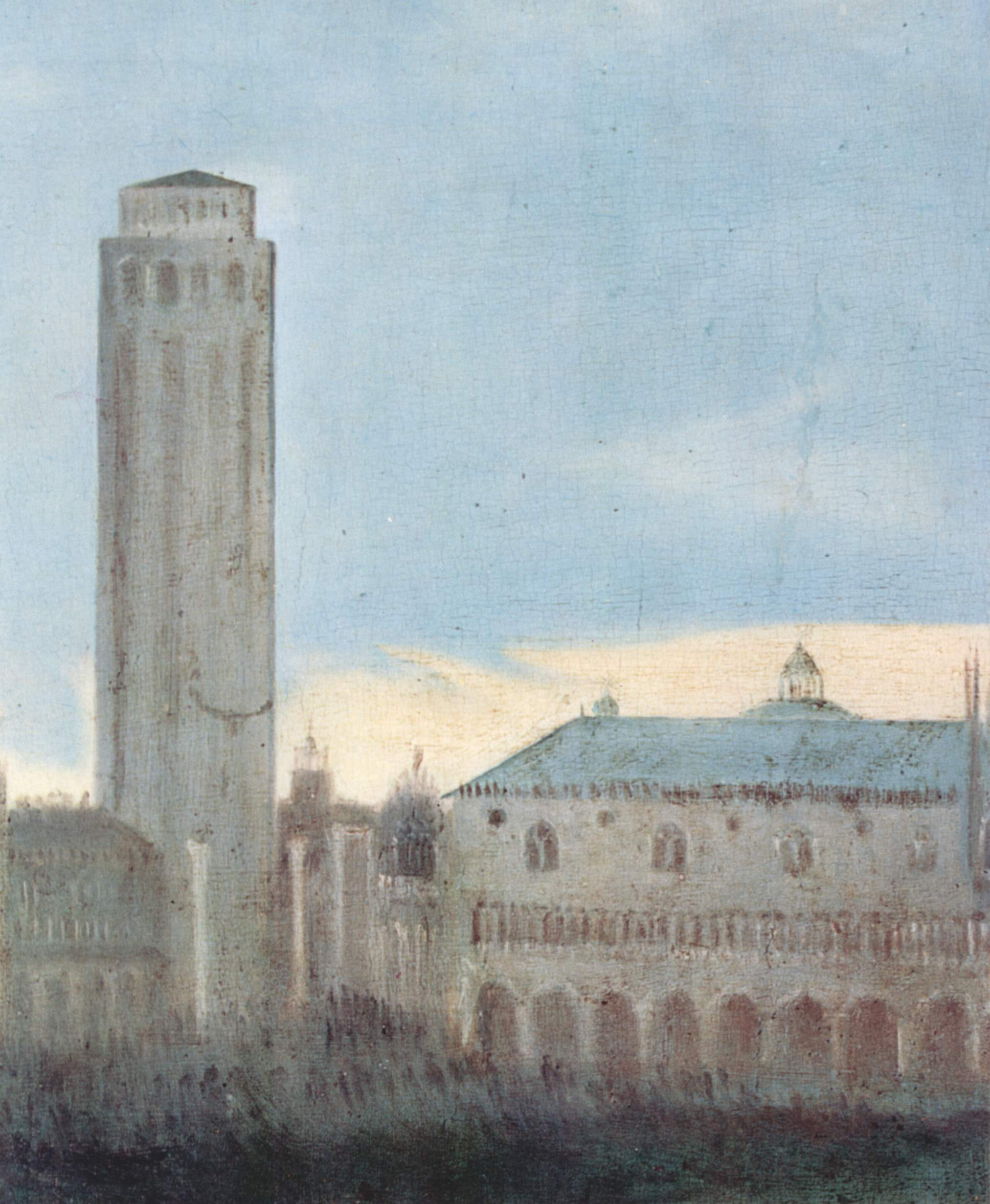
Olvasó Madonna, részlet
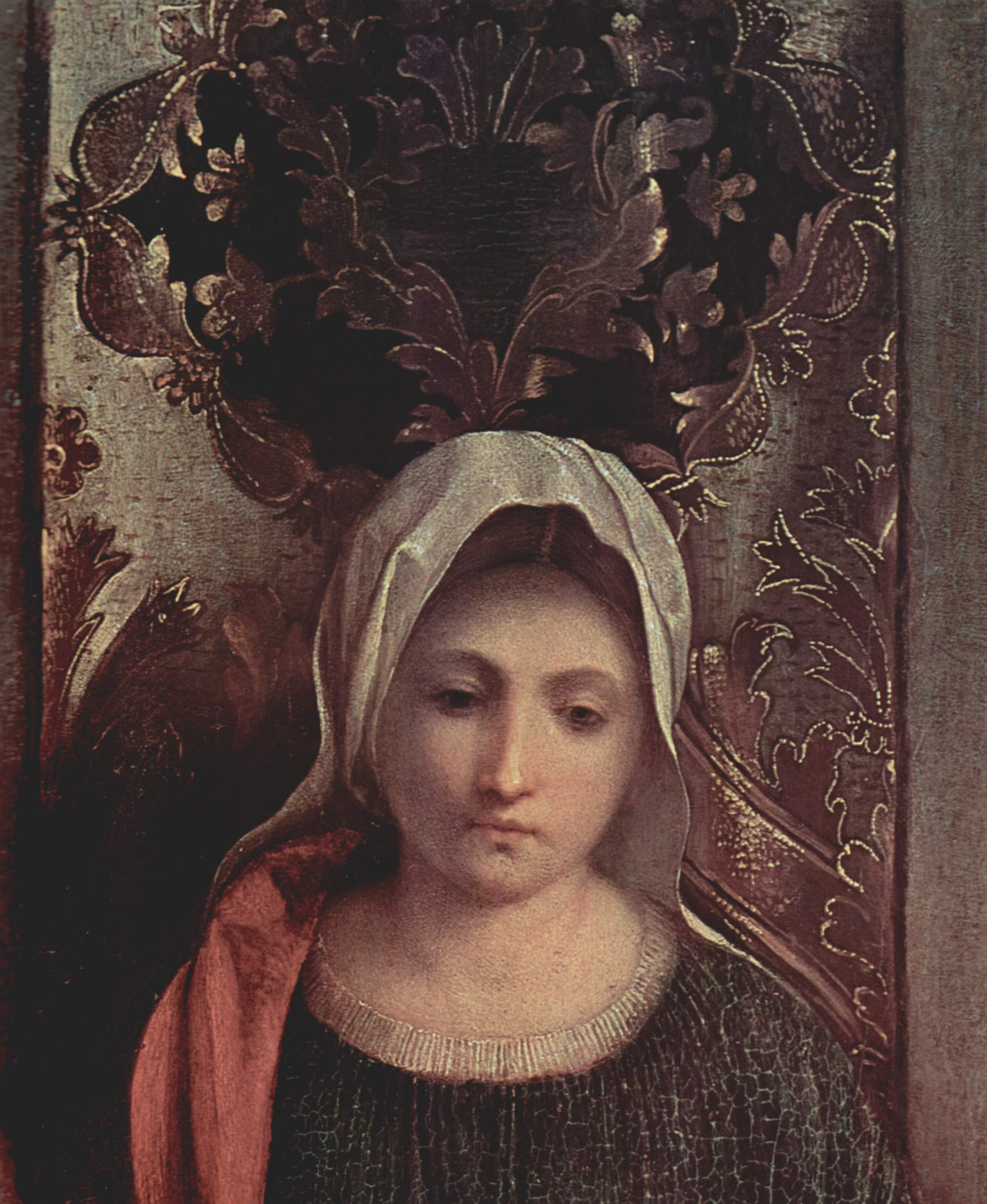
Castelfrancói madonna, részlet
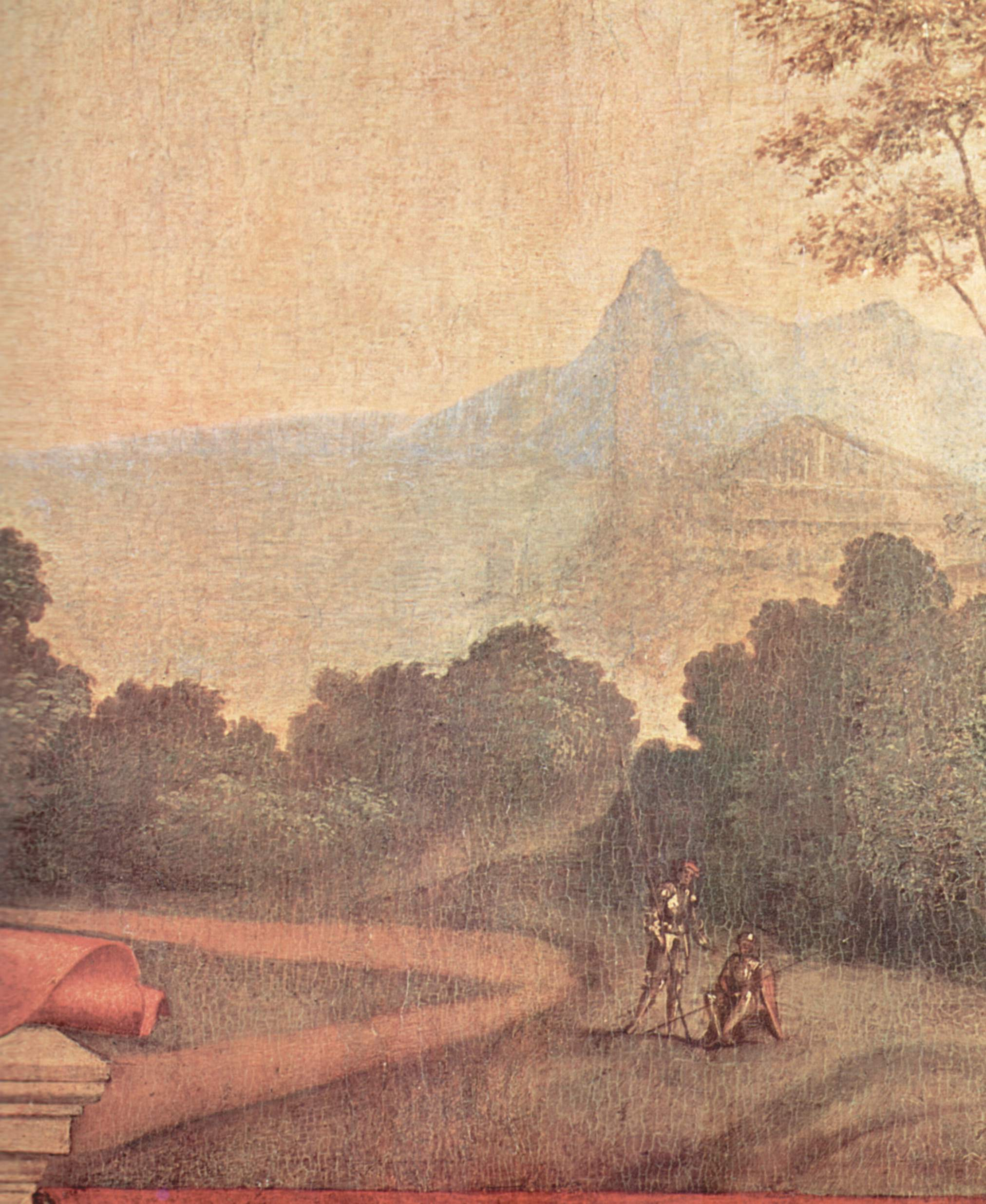
Castelfrancói madonna, részlet
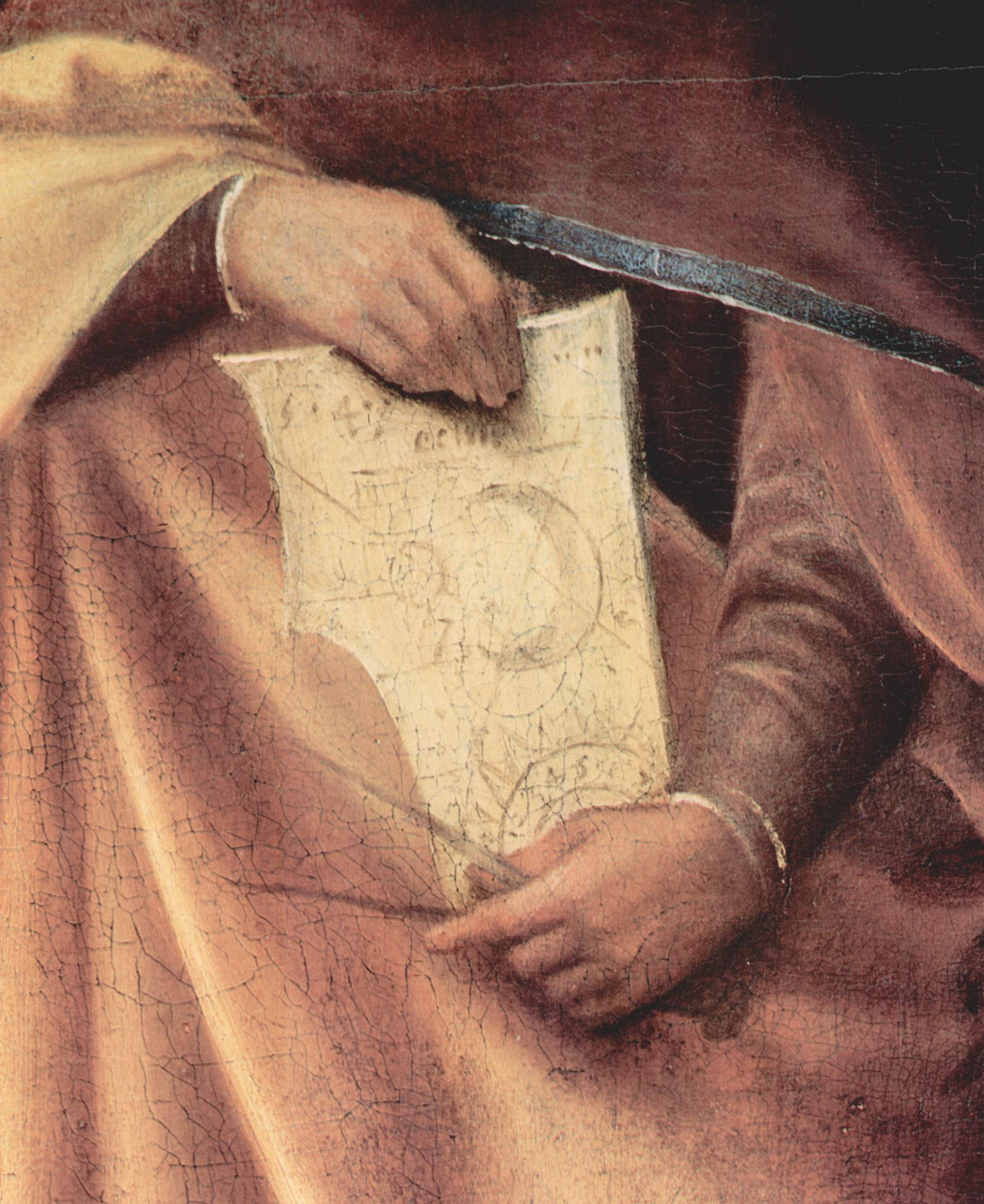
A három filozófus, részlet
A vihar, részlet
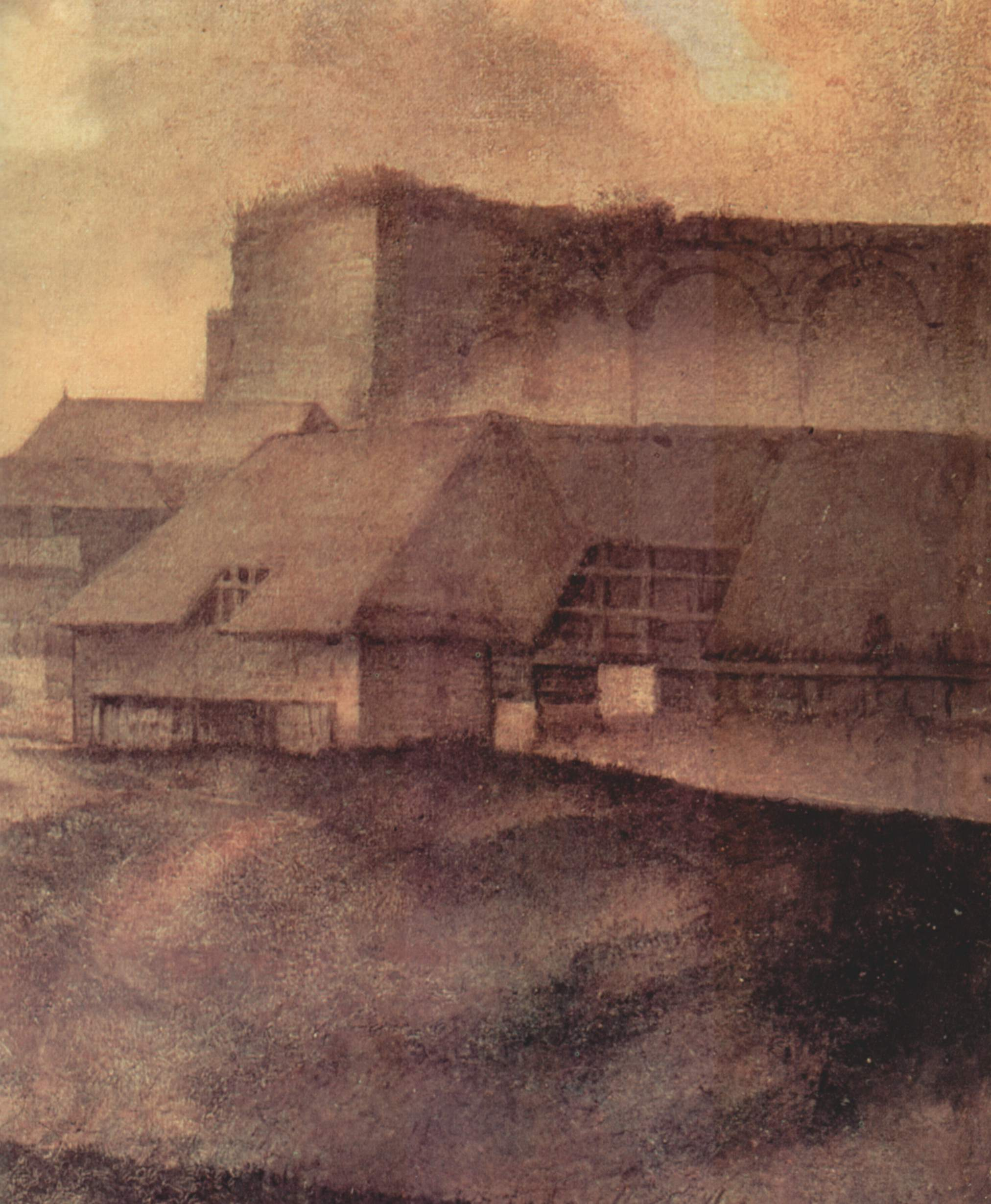
Alvó Vénusz, részlet

## Giorgionétől elvitatott művek

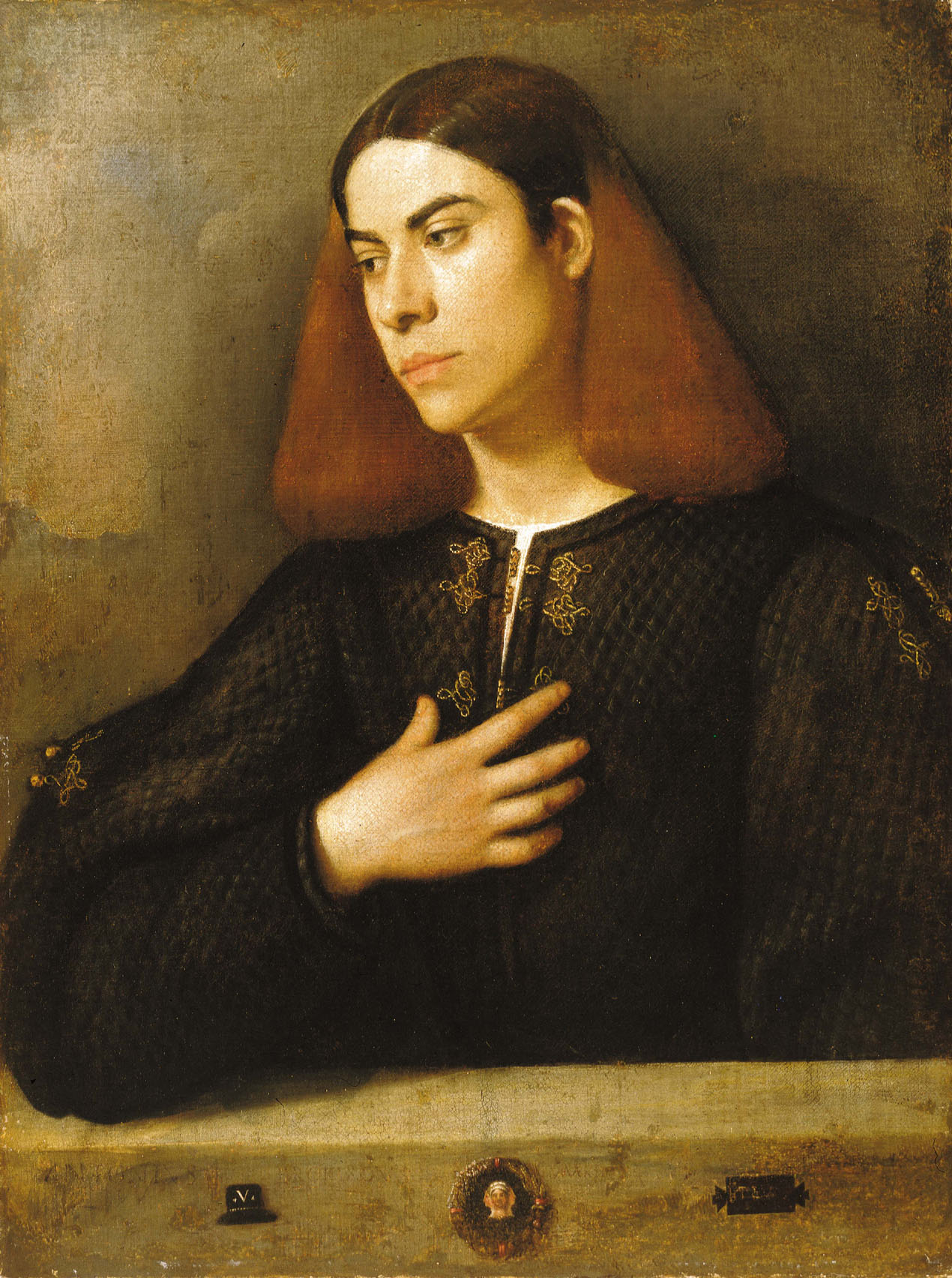
Ifjú képmása (Budapest)
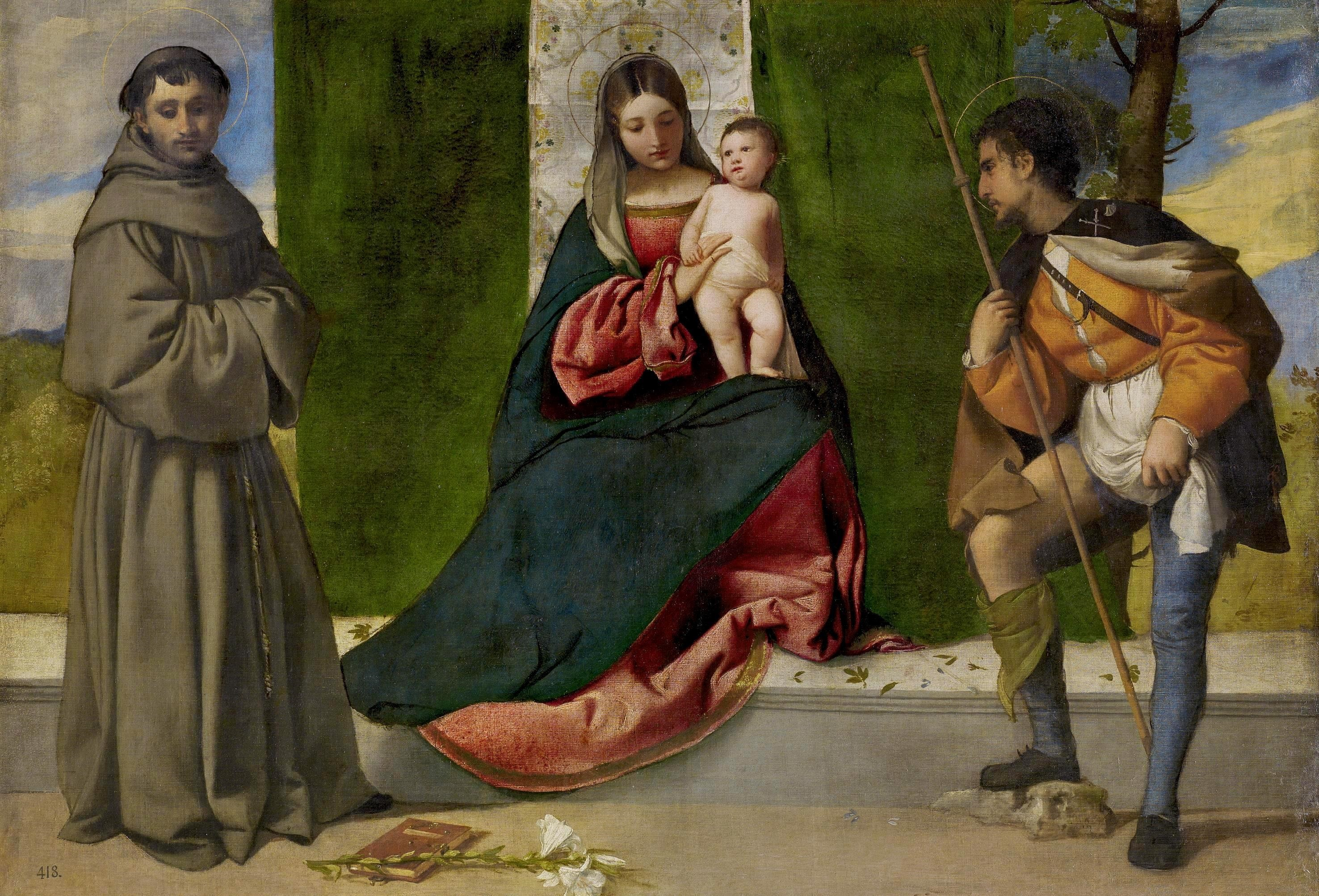
Madonna Páduai Szent Antallal és Szent Rókussal
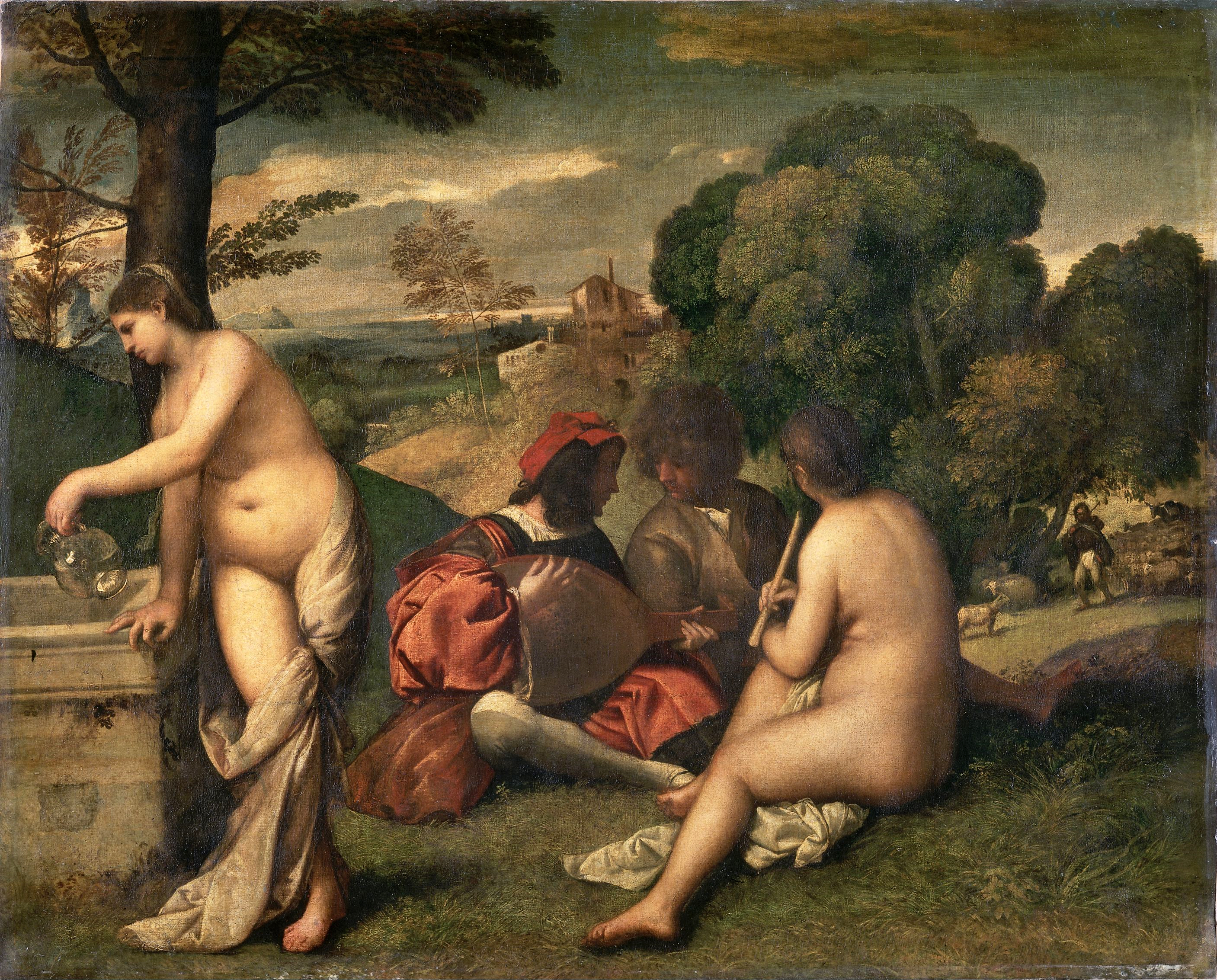
Koncert a szabadban
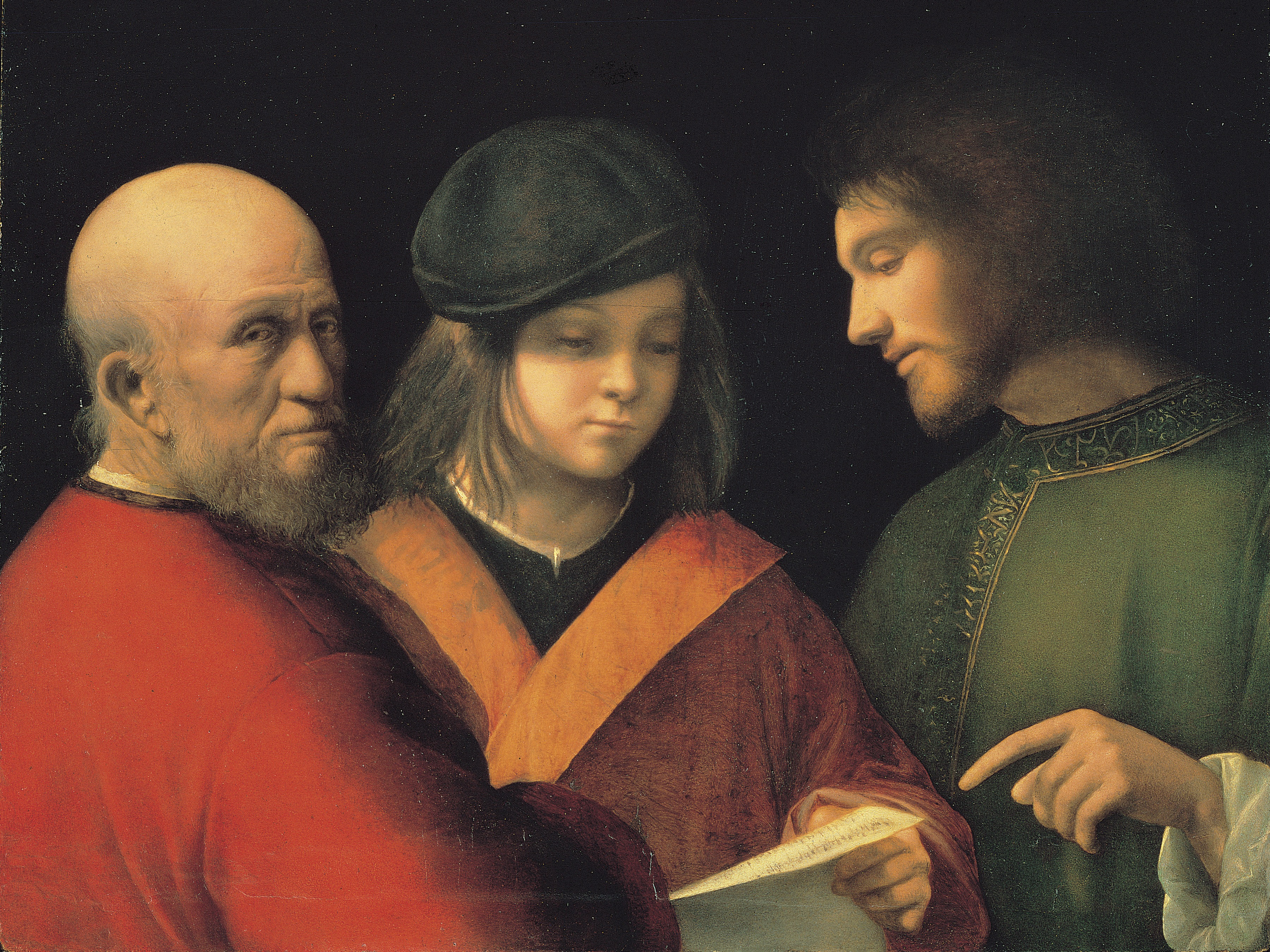
A három életkor